# Église Sainte-Jeanne-d'Arc du Touquet-Paris-Plage
L’église Sainte-Jeanne-d'Arc, anciennement église Jeanne-d'Arc, est un édifice religieux et un lieu de culte catholique situé au Touquet-Paris-Plage, en France.
Il est l'un des éléments importants du riche patrimoine de cette commune. Depuis 1989, le bâtiment est propriété de la commune.

## Édifice

### Historique

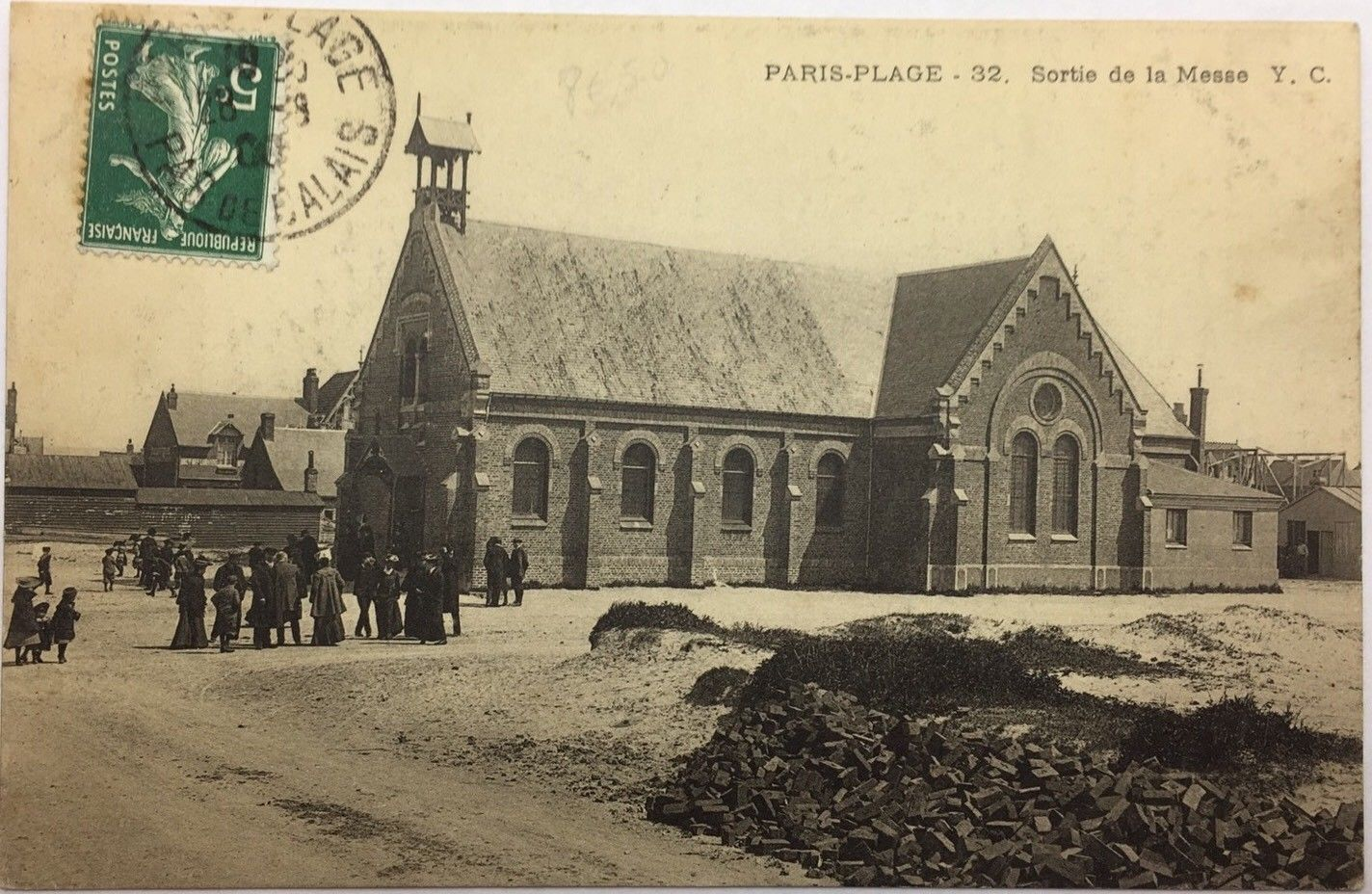
L'ancienne église de Paris-Plage.

Le premier lieu de culte catholique date de 1886, quatre ans après le lancement du lotissement de Paris-Plage. Il s'agit de la chapelle Saint-André de Paris-Plage, construite à l'emplacement actuel de l'Hôtel des postes. Cette construction répondait à deux besoins : l'absence de moyens de communication et l'absence de services religieux. L'un des objectifs de ce lotissement était en effet d'attirer les familles catholiques pratiquantes du Nord de la France. Alphonse Daloz fit don du terrain, la chapelle terminée en 1887 fut bénie en 1888. Mais malgré plusieurs agrandissements, cette chapelle se révéla continuellement trop petite : les fidèles se pressaient jusqu'au milieu de la place bien que chaque dimanche matin, six messes étaient célébrées. C'est pourquoi en 1909, il est décidé de bâtir une nouvelle église et de la construire très grande. la société Touquet Syndicat Limited vend alors un terrain de 2 405 m2  pour 1 franc symbolique à la Société immobilière pour les besoins du culte catholique.
L'église devient propriété communale par acte notarié, signé à Arras, le 11 mars 1991.

### Construction
Sur ce terrain de 2 405 m2, on choisit de placer le porche du côté de la voie en prolongement de la rue Jean-Monnet (anciennement Grande-Rue) et l'abside du côté de l'avenue de la Paix. Les travaux de l'entreprise Alfred Chouard débutent le 25 avril 1910 sur les plans de l'architecte Lucien Viraut. Elle est ouverte au culte le 14 juillet 1911, la première messe est célébrée le 16 juillet 1911 par l'abbé Deligny, curé de la paroisse. Mgr Émile-Louis-Cornil Lobbedey, évêque d'Arras, préside l'inauguration officielle le 13 août 1911.
Le centenaire de l'église a été célébrée par une messe dite par Mgr Jean-Paul Jaeger, évêque d'Arras, en présence de Mgr Jacques Noyer le 31 juillet 2011. Pendant cette messe, Mgr Jean-Paul Jaeger a conclu : « 100 ans, c’est une histoire, un passé pour la communauté des fidèles et cette église en fut le cadre, le témoin » ».
Le dimanche 4 juin 1944, vers 13 heures, une centaine de bombes tombent sur le Touquet, touchant de nombreux édifices, notamment l'église (détruisant le chœur, le transept, les vitraux, les autels en marbre, la chaire, le banc de communion en fer forgé) et des villas (en haut de la rue Raymond-Lens, les trois villas Parisfal, Coppelia, Hérodiade boulevard Daloz entre la rue de la Paix et la rue Saint-Amand, l'arrière de la villa Carte-Blanche, la villa voisine Mamette en face de l'église et la villa Les Cigognes à côté de l'église, et tuant le maire Jules Pentier, en haut de la côte de l'avenue Saint-Louis,,.
Jusqu'en 1946, les offices ont lieu dans la salle paroissiale tandis que les cérémonies se déroulent dans la grande salle de l'hôtel de ville, mise à disposition par le maire, Jules Pouget. En 1946, on décide de reconstruire tout ce qui a été démoli. Les matériaux sont rares et les travaux sont lents. Ils durent jusqu'en 1954, l'église reconstruite est consacrée le 7 juin 1954 par Mgr Victor-Jean Perrin, évêque d'Arras.
Comme en 1911, l'église se révèle trop petite. Le terrain où se trouvait la villa Les Cigognes est acheté avec les dommages de guerre et on construit l'annexe dans le prolongement du transept droit, entre le 1er mars 1957 et le 1er juin 1958.
Hors œuvre, l’église mesure un certain nombre de mètres de large et de long.
Le nombre de places assises est conséquent dans l'église (nef, bas-côtés et chœur) et dans son annexe.

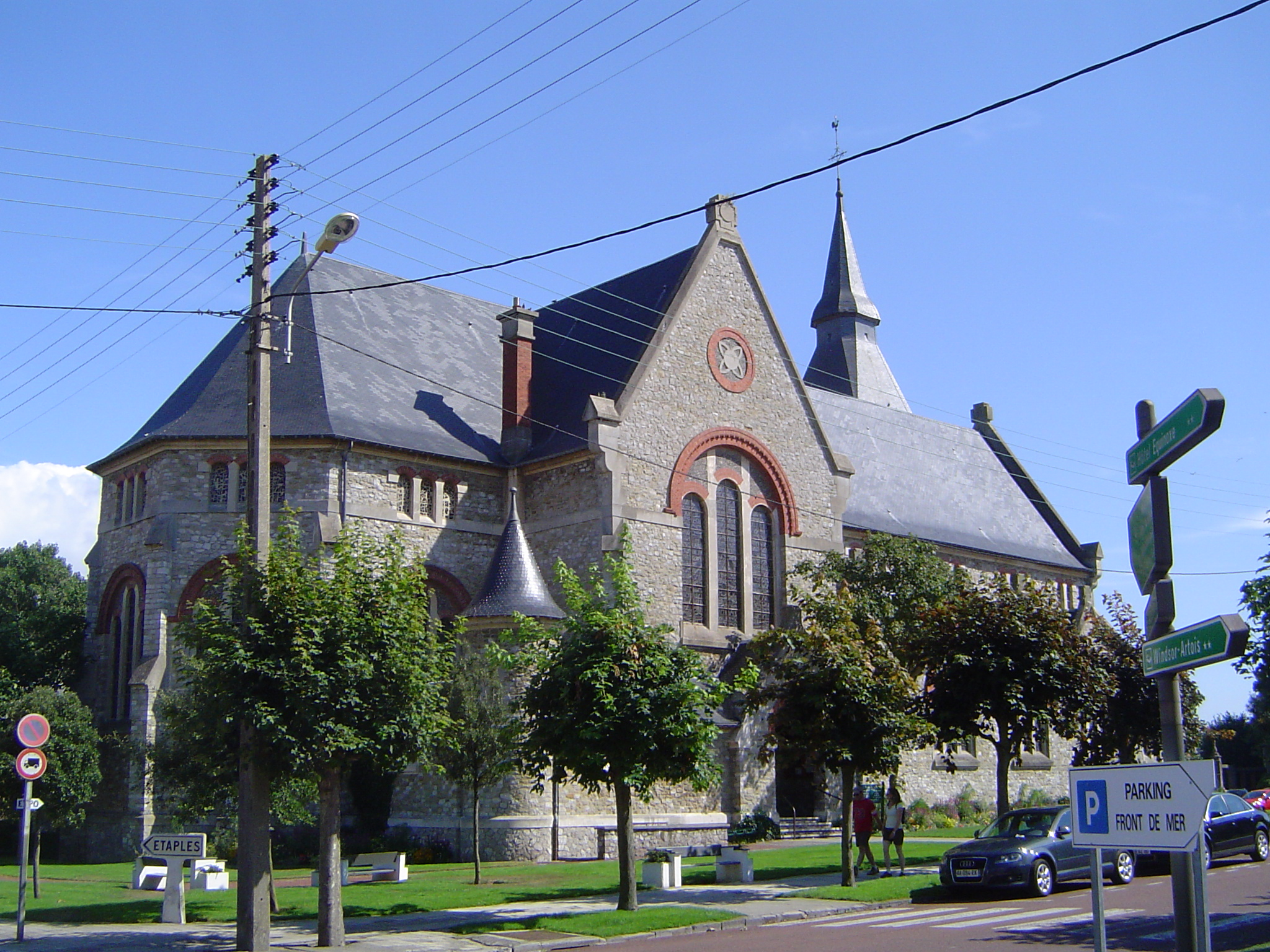
Côté gauche.
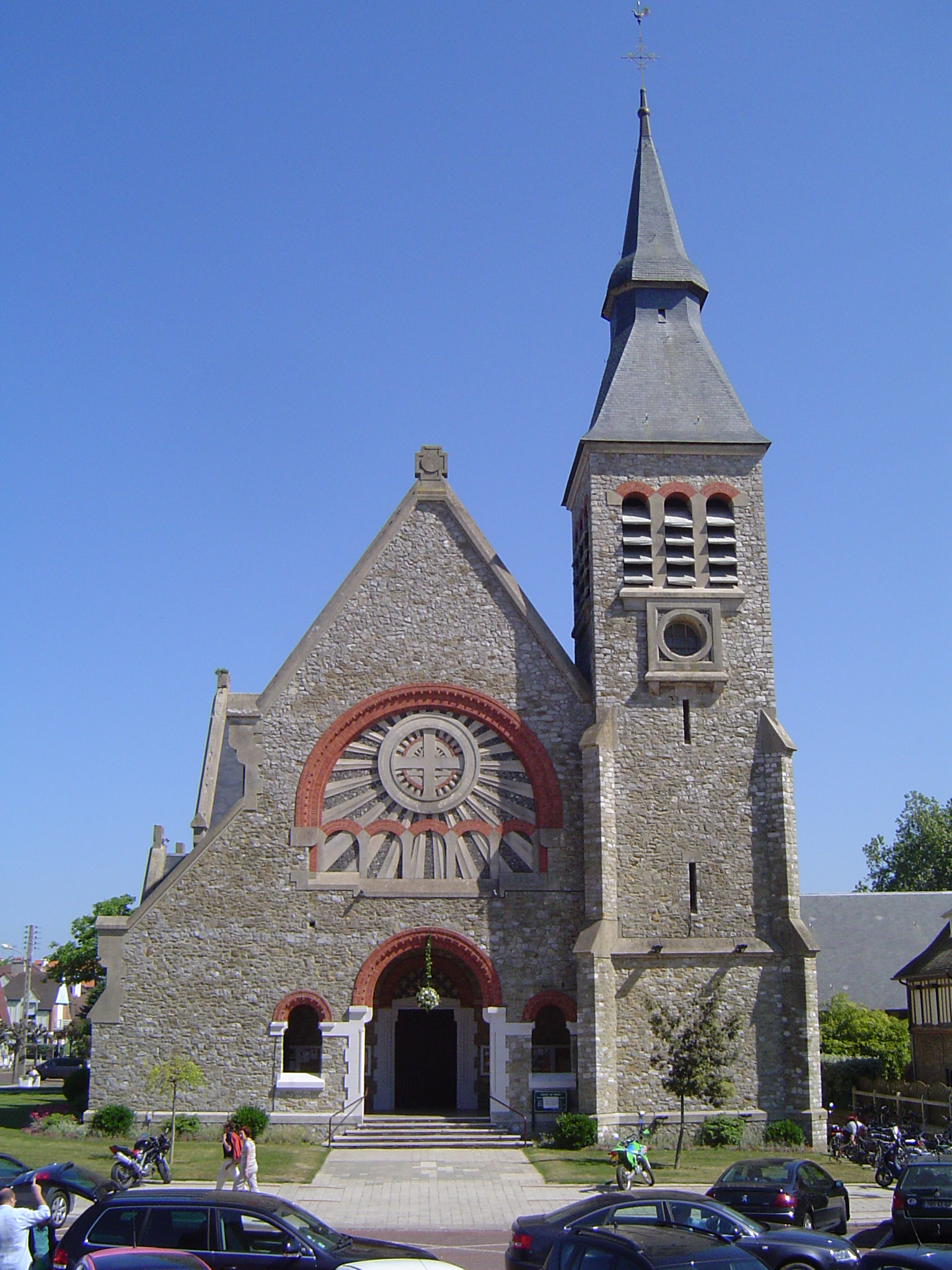
Façade.
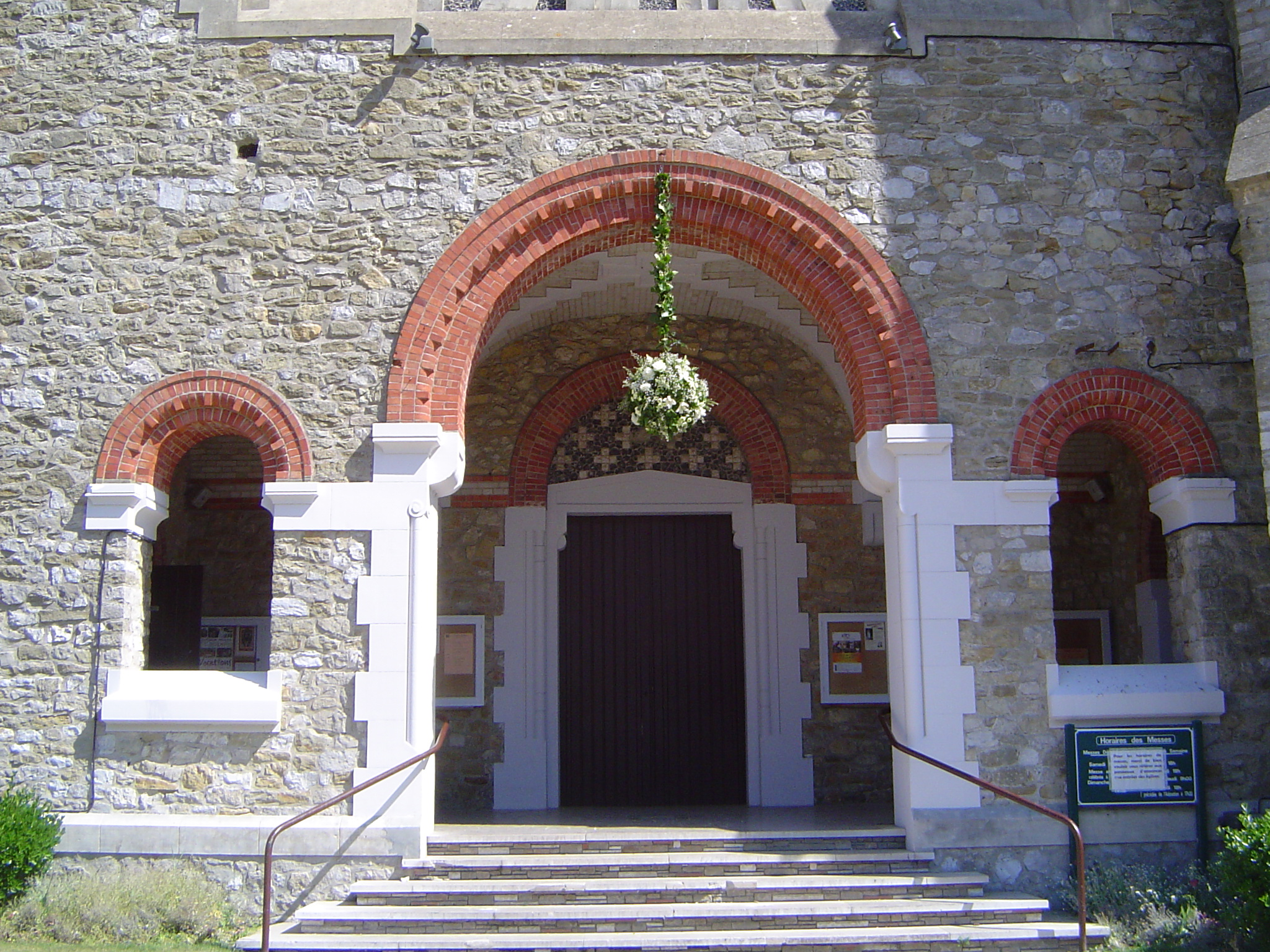
Porche.
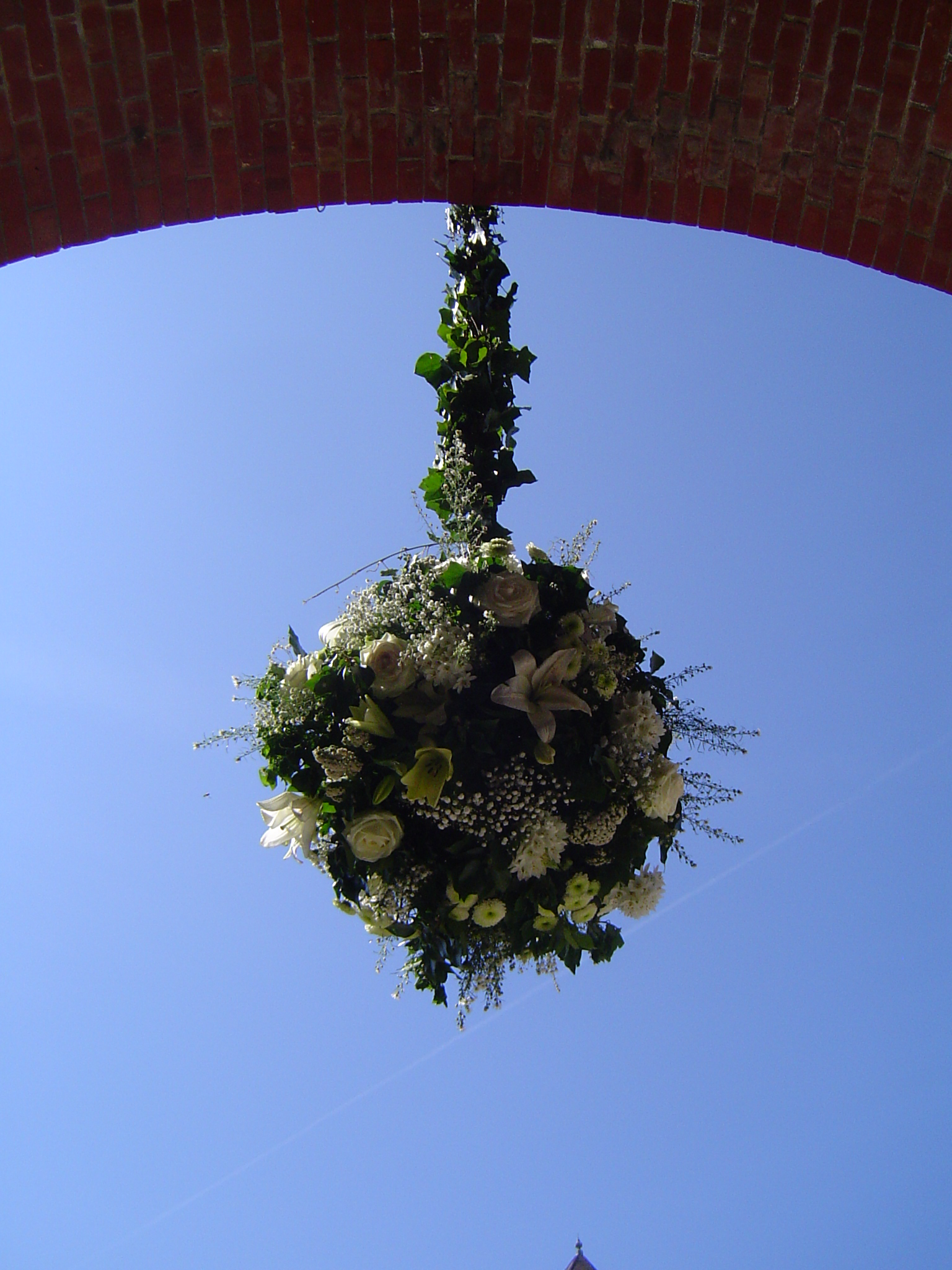
Fleurs suspendues au-dessus du porche.

### Clocher et toiture
La cloche « Clotilde-Marie » a été posée le 11 août 1912 en haut du clocher, construit en forme de beffroi.
Le toit, totalement recouvert d'ardoises, vieillissant et les infiltrations d'eau devenant de plus en plus importantes, une réfection complète de la toiture a été réalisée à partir de décembre 1997 et s'est achevée pour la messe télévisée du 5 juillet 1998.

### Nef et transepts

#### Autels et ferronnerie d'art
Le maître-autel d'origine de marbre blanc, orné de bronzes dorés et de mosaïques, a été consacré le 12 août 1912. Deux autels latéraux sont réalisés après la Première Guerre mondiale. Lors de la reconstruction après la Seconde Guerre mondiale, un nouveau maître-autel est construit, sur les plans de l'abbé Pentez, et l'ensemble du chœur est garni de ferronnerie d'art en fer forgé, œuvres du maître Jean Lambert-Rucki (1888-1967), dit Lambert Rucki.

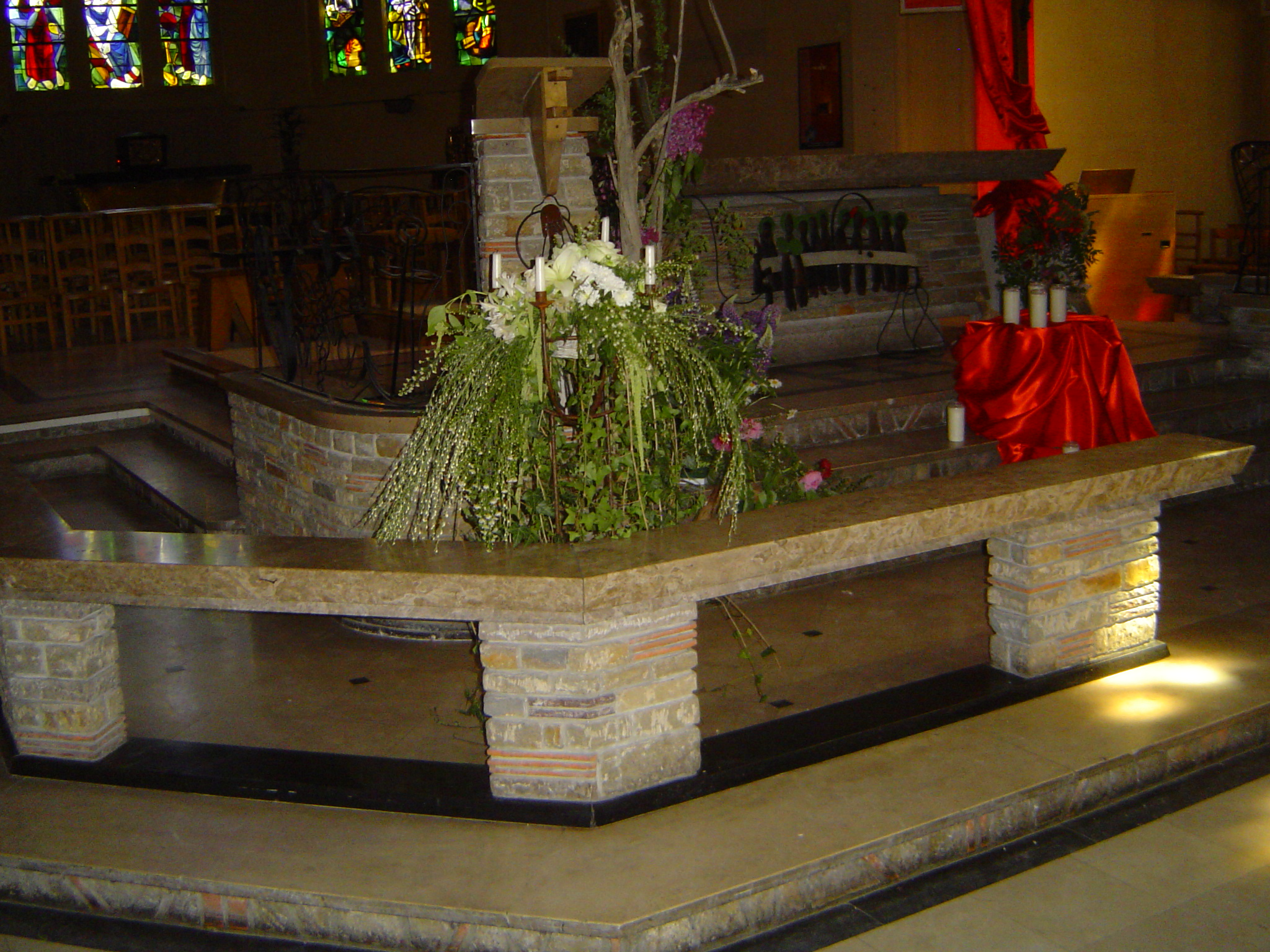
Le banc de communion.
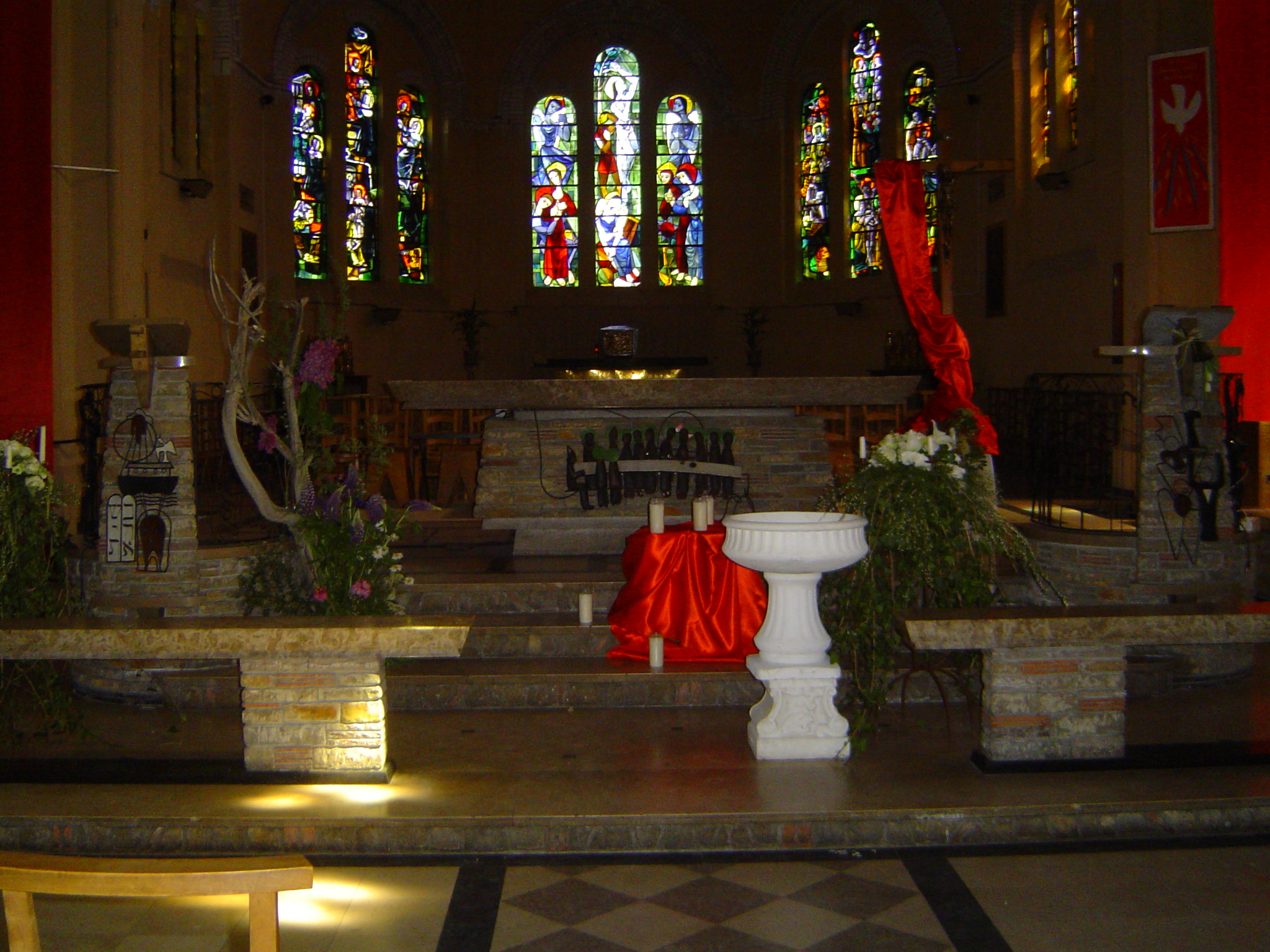
L'autel.
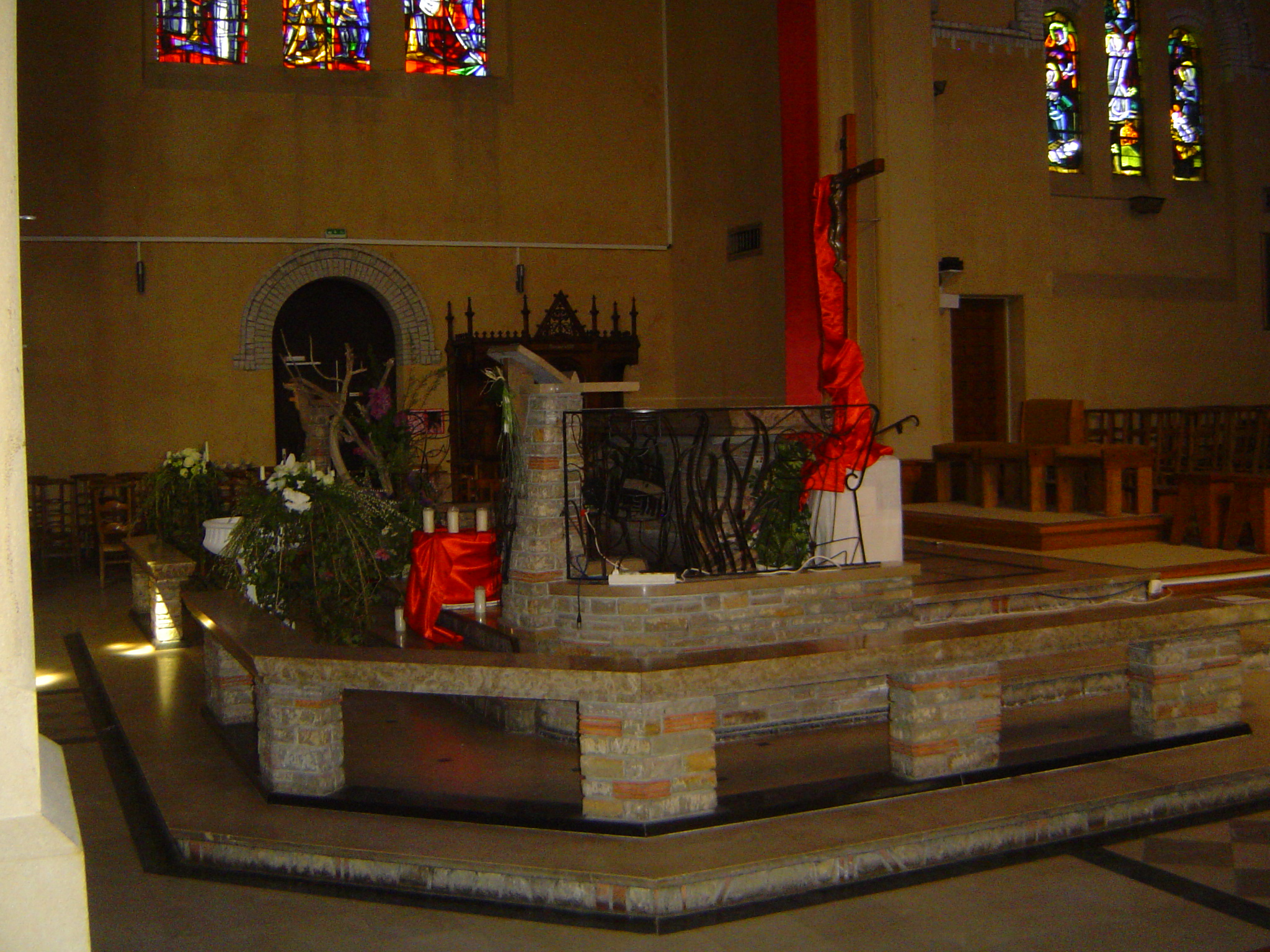
Vue générale.
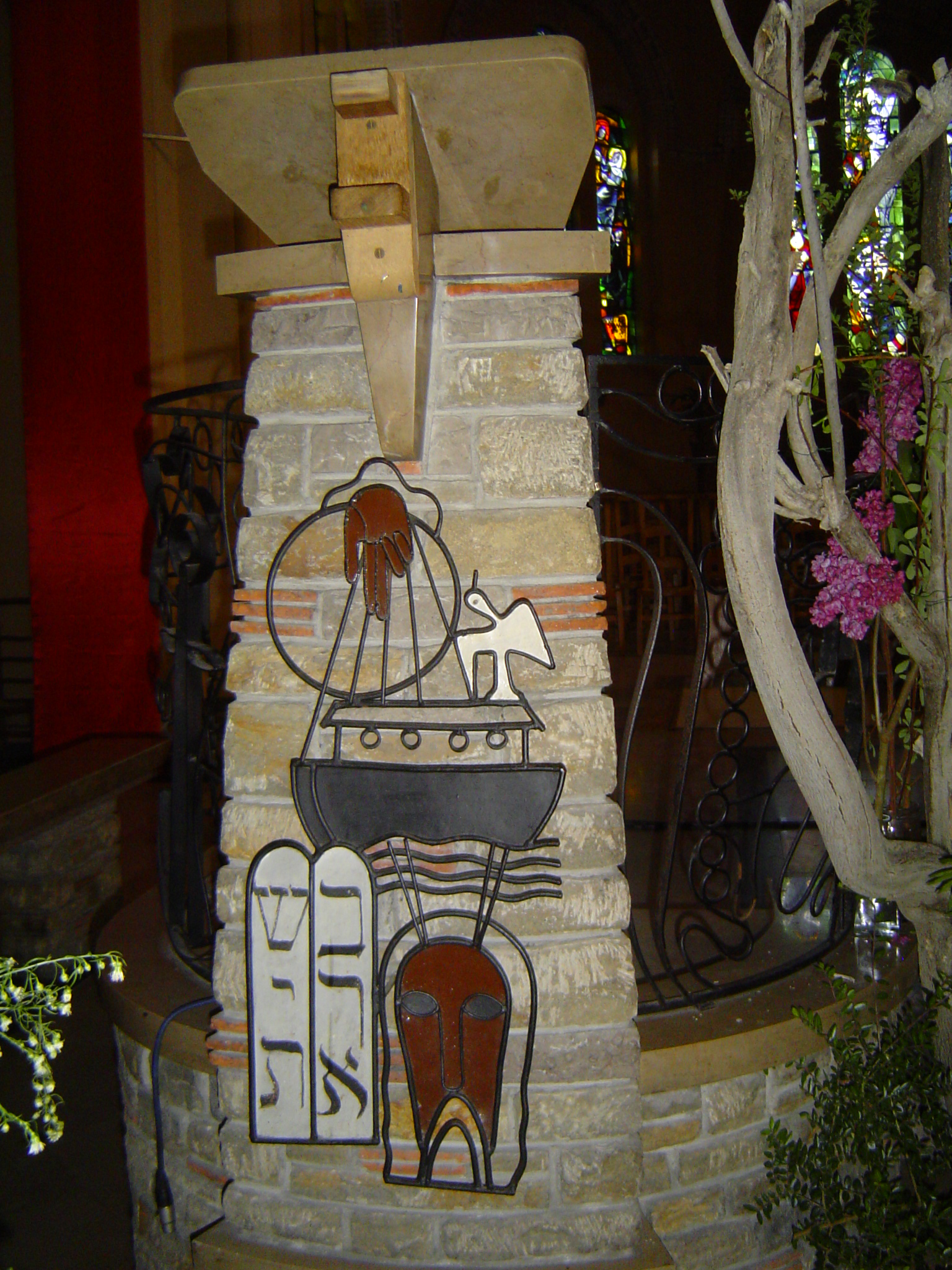
L'ambon.
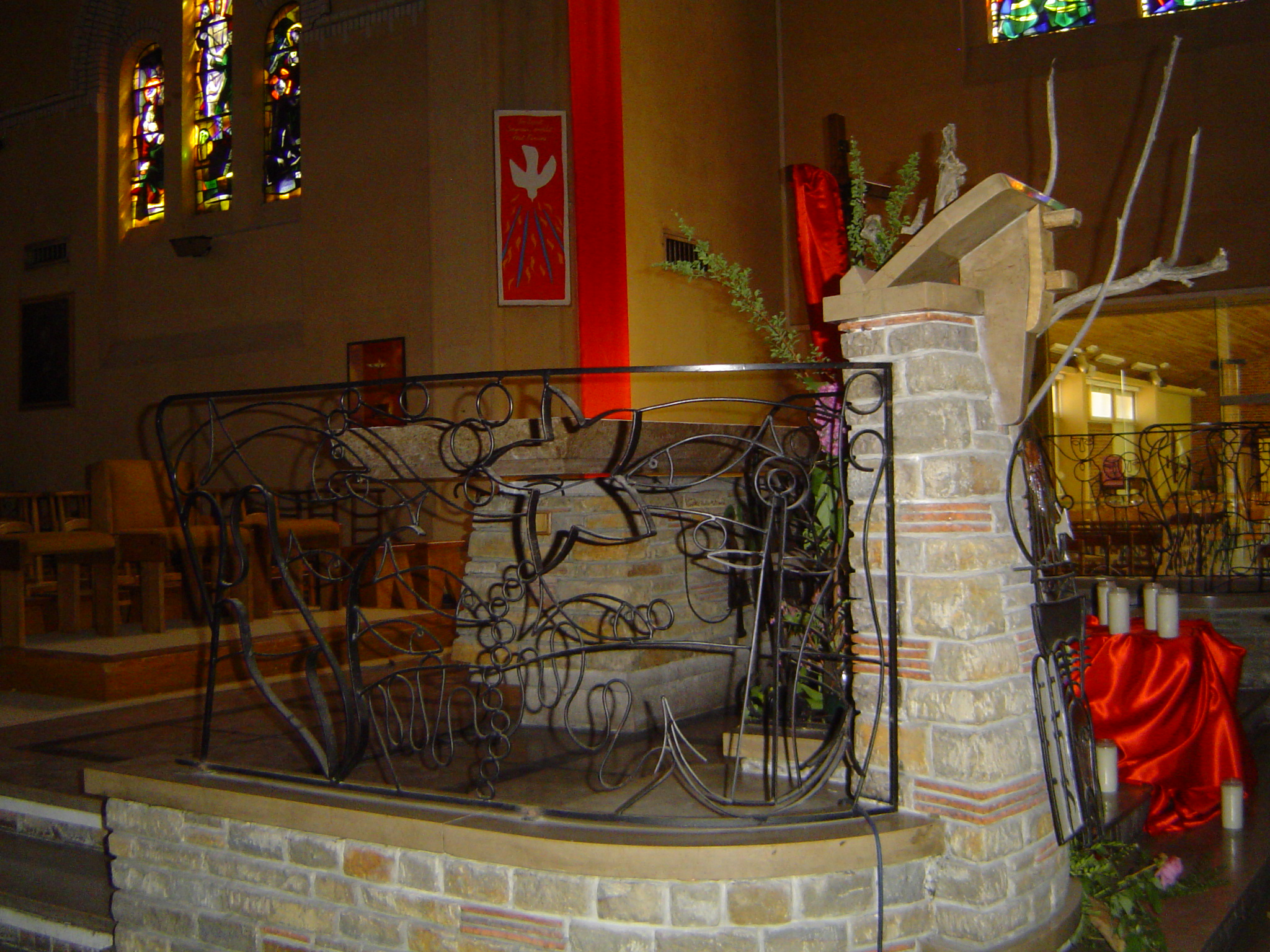
Ferronnerie d'art.
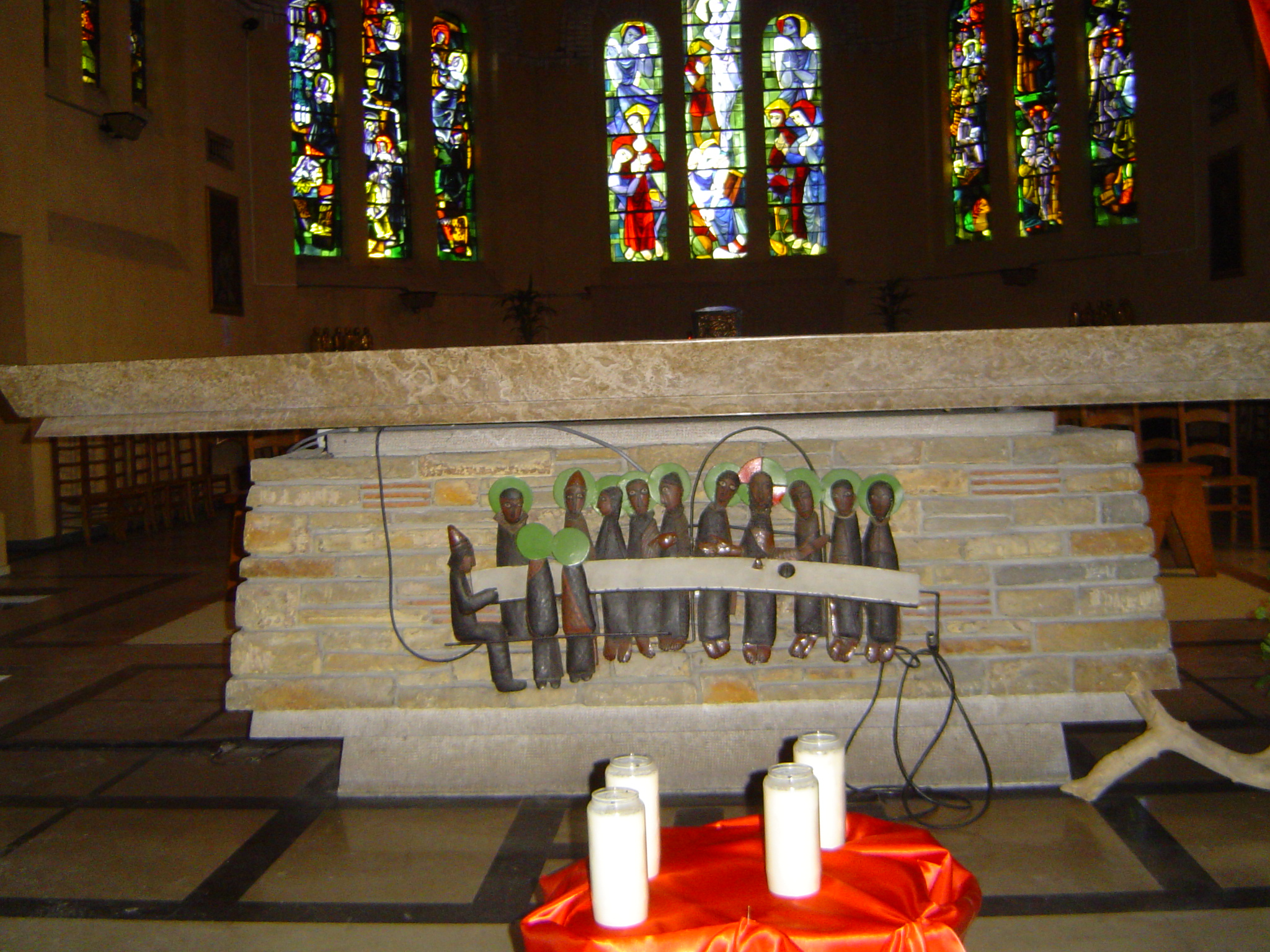
L'autel.
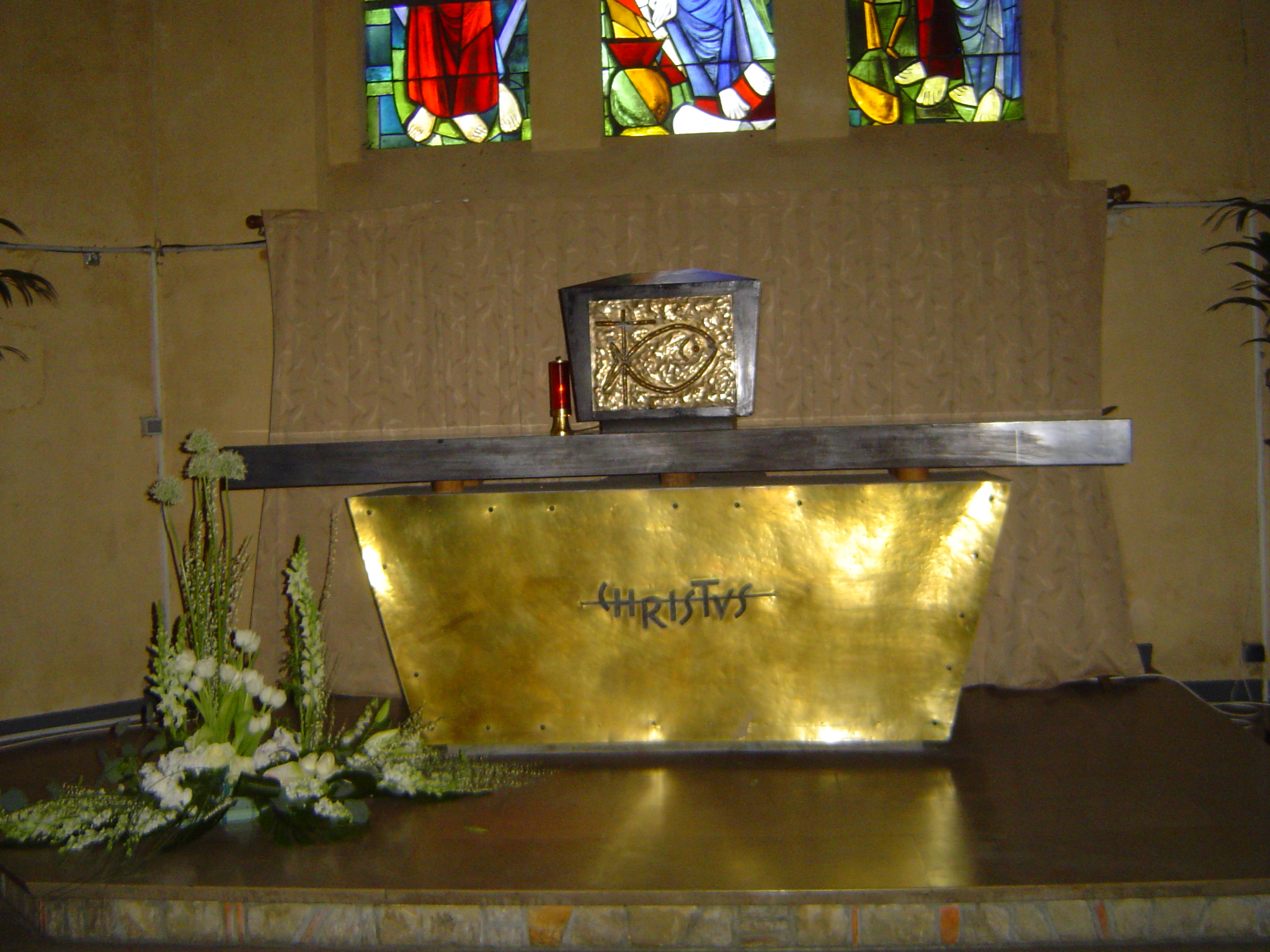
L'autel placé au fond du chœur.

#### Intérieur de la nef

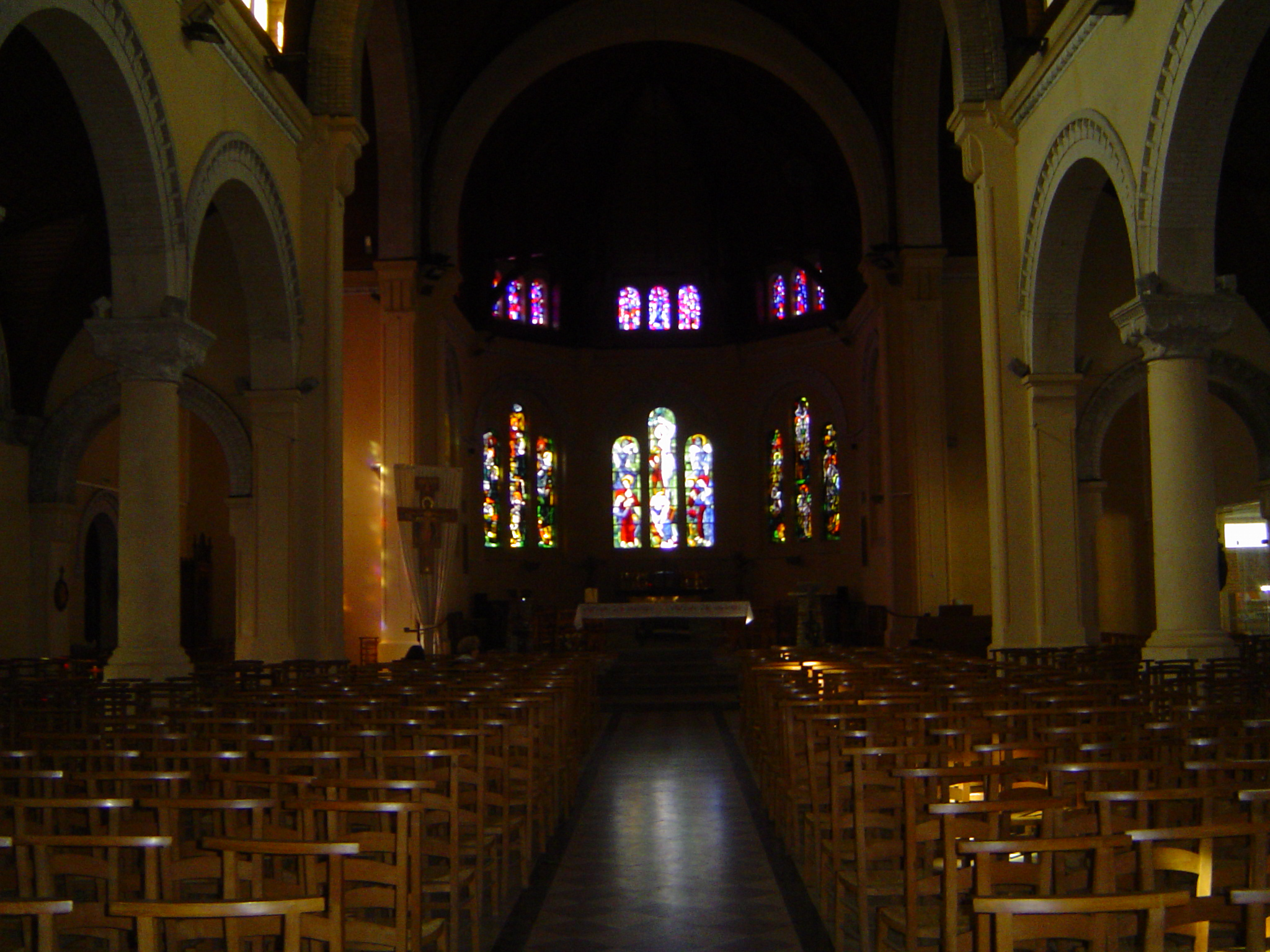
La nef.
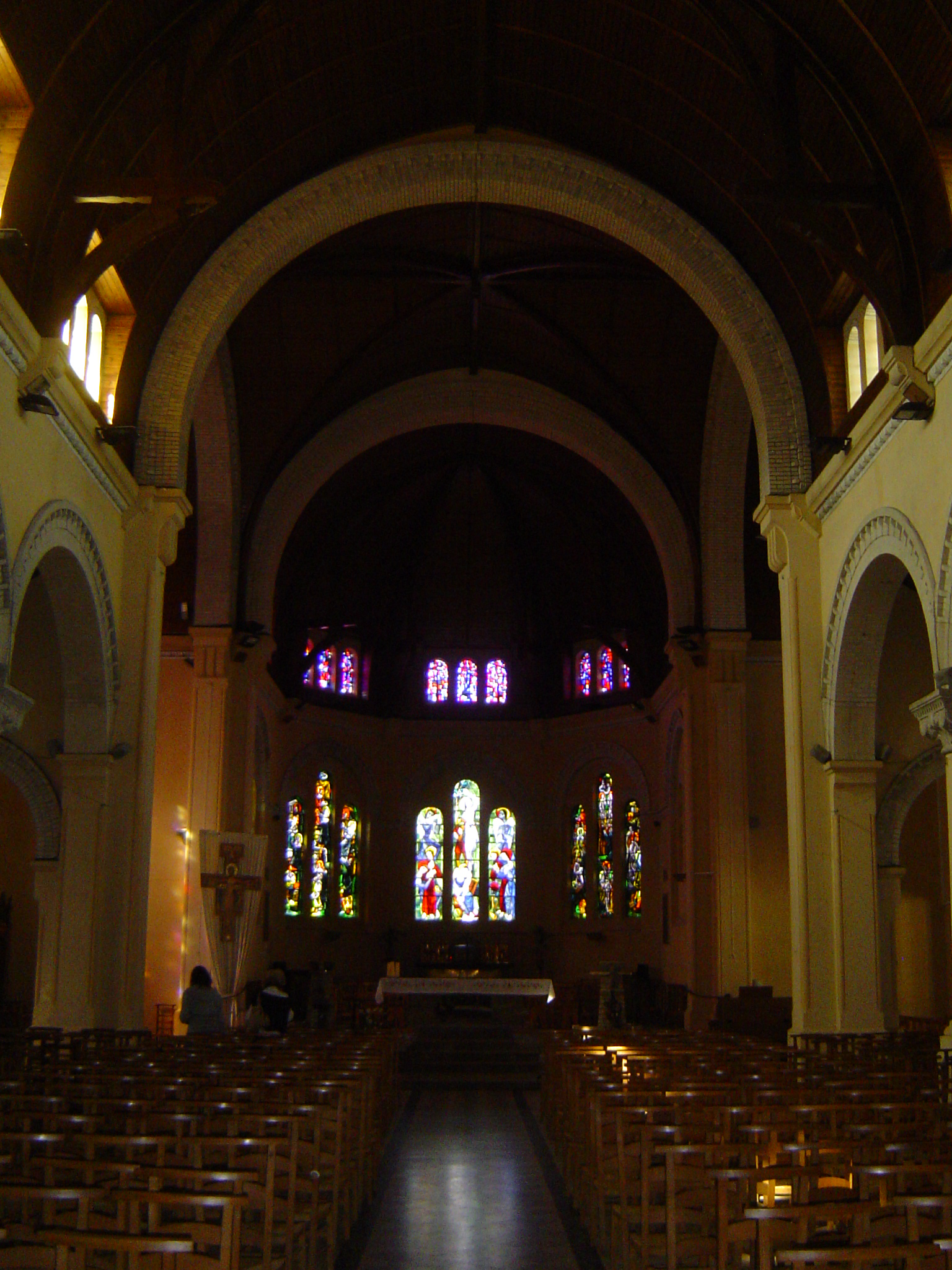
La nef.
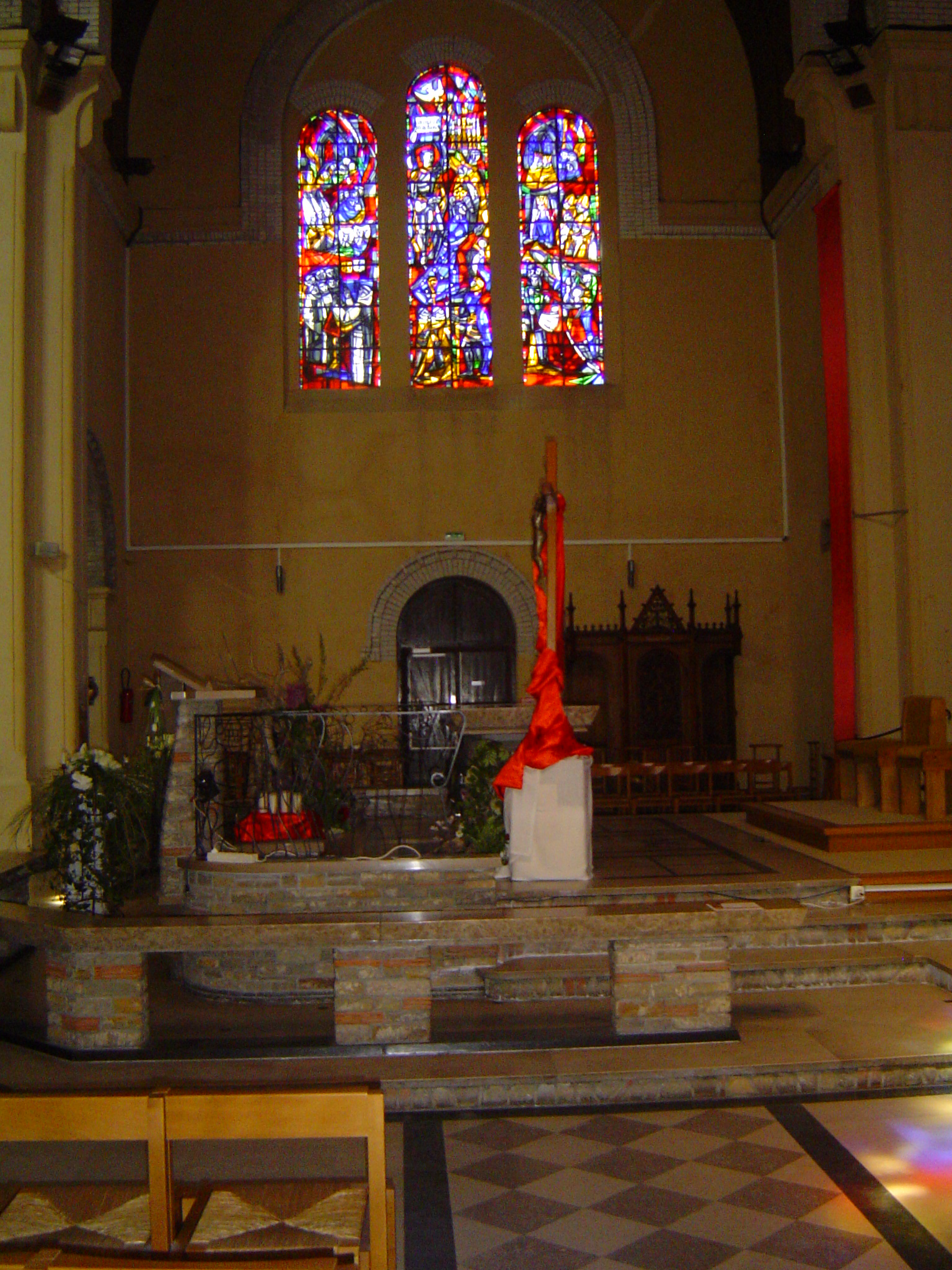
L'autel et le transept droit.
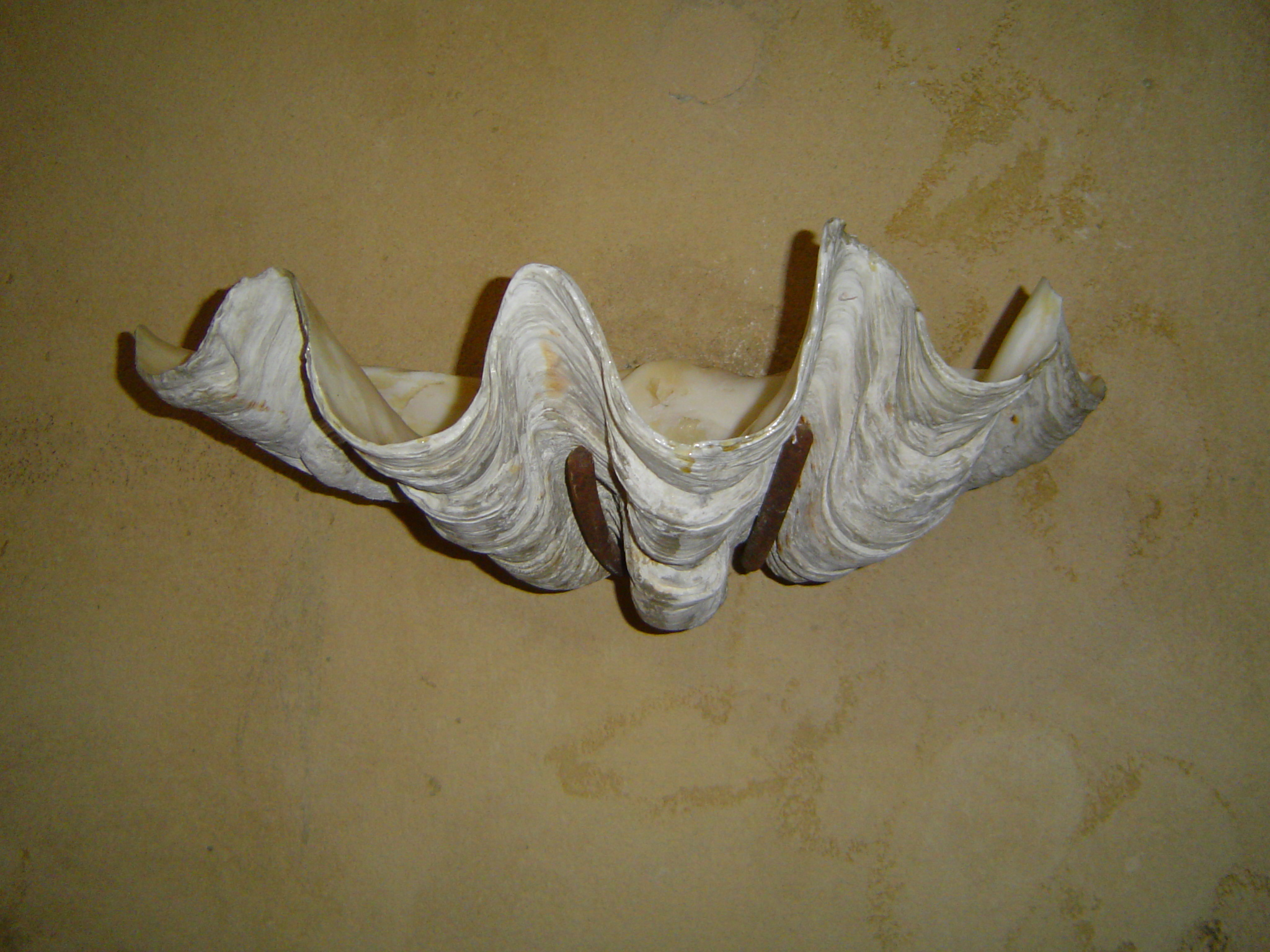
Le bénitier à l'entrée de l'église.
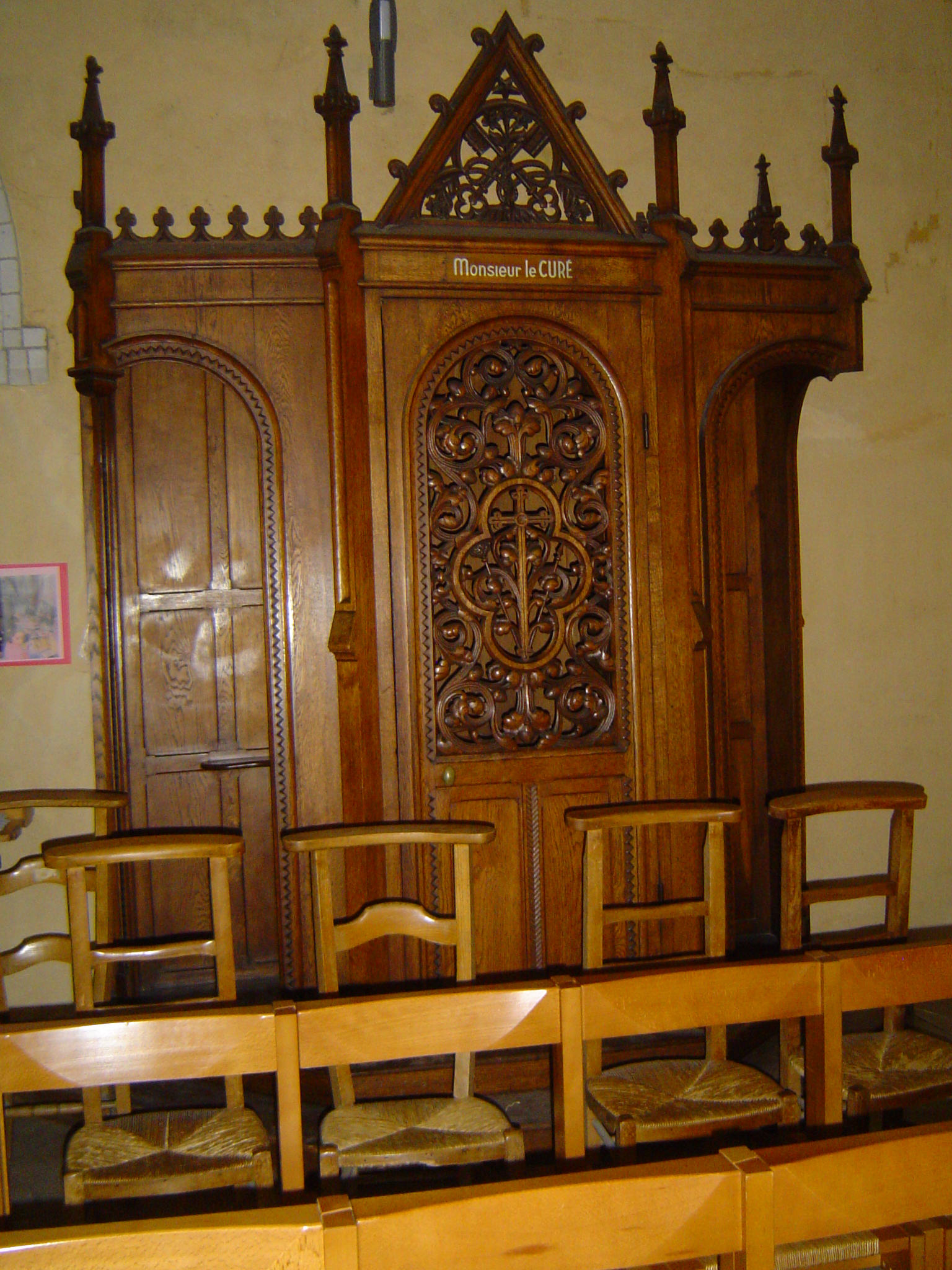
Un confessionnal.
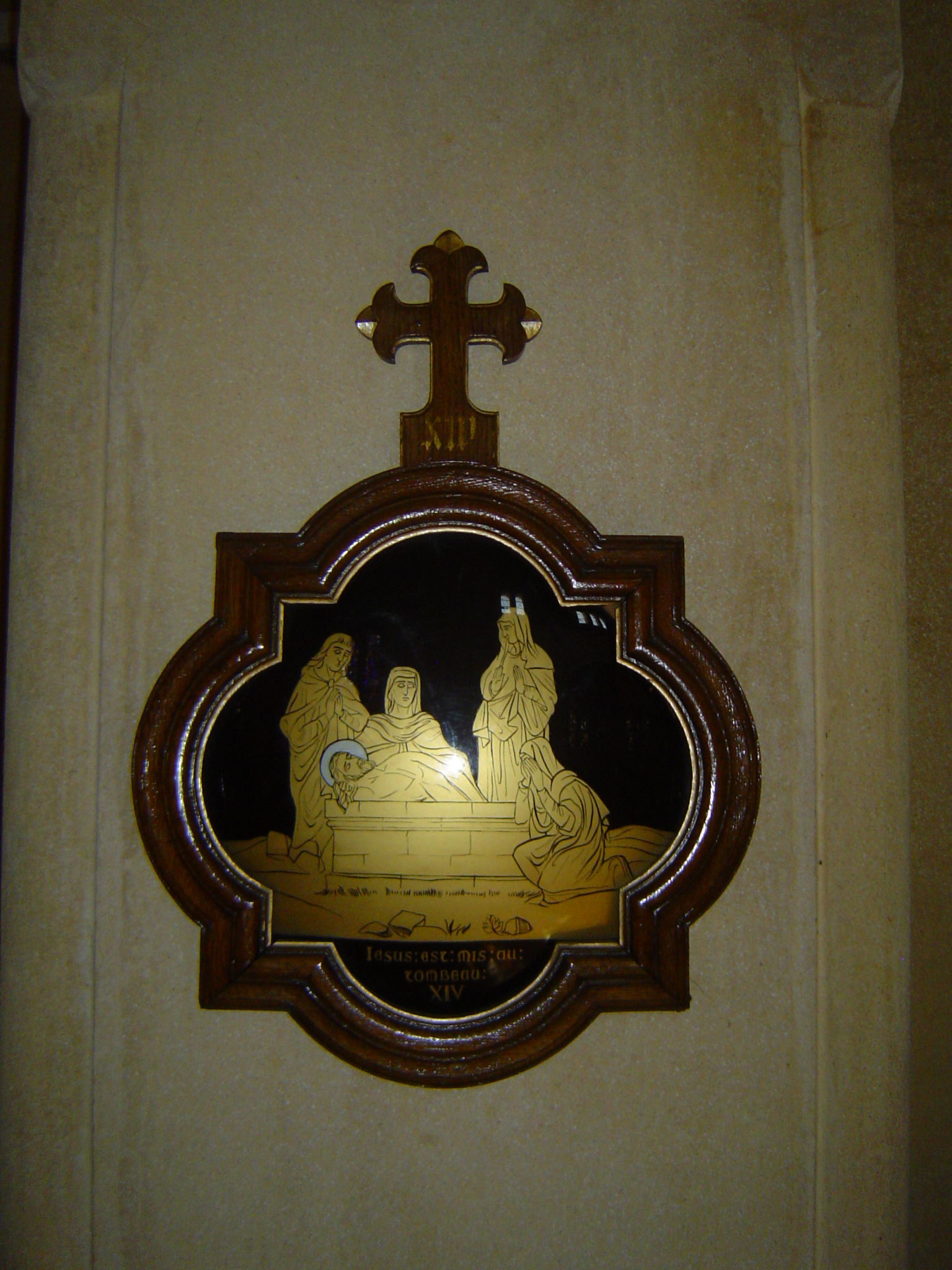
L'une des 14 stations du chemin de croix.

#### Orgue
L'orgue initial a été monté en 1925 par le facteur Cavaillé-Coll-Convers et inauguré le 8 août 1926. Malgré la présence de la plaquette avec le nom du facteur d'orgues, sa qualité sonore n'a rien de commun avec les chefs-d'œuvre du célèbre facteur d'orgues du XIXe siècle.
Néanmoins, cette orgue sonne bien dans l'église et, malgré ses moyens limités, treize jeux réels, conçu dans le style symphonique, permet à l'excellent titulaire de l'époque, Alfred Foucart, non-voyant, d'accompagner la chorale et de faire entendre des pièces du répertoire.
Malheureusement, vient la Seconde Guerre mondiale et le bombardement de l'église, en juin 1944. L'orgue avait souffert, mais pas anéanti. Resté exposé aux intempéries au milieu des ruines, il est coffré et protégé de la pluie par du carton bitumé. L'orgue est remis en état et retrouve sa voix sous les doigts d'un nouveau titulaire, Amédée Rozoor.
En 1953, il est restauré par Jean Decroix, facteur d'orgue à Marles-les-Mines.
Le 3 août 1966, Pierre Cochereau, célèbre organiste de la Cathédrale Notre-Dame de Paris, donne un étonnant récital, improvisant même une symphonie en trois mouvements, ce qui est un tour de force sur un si modeste instrument.
Dans les années 1980, Michel Garnier, jeune facteur d'orgues, tente d'adapter l'instrument à un répertoire plus large en modifiant la composition des jeux. Malgré ces efforts, il est évident que l'orgue est à bout de souffle. Le projet de la remplacer était déjà depuis longtemps dans l'esprit de certains, tel Jean Caux, expert organier, qui rêve à des concerts prestigieux, et même à un festival.
En 2006, cet orgue était en très mauvais état et ne pouvant pas être réparé, la municipalité, aidée par le conseil général, l'Association des amis de l'orgue, de la paroisse et de nombreux bienfaiteurs, a décidé de répondre au vœu exprimé tant par les mélomanes sur le plan culturel que par les paroissiens sur le plan cultuel en s'engageant dans la création d'un nouvel orgue.
Doté de 37 jeux répartis sur trois claviers et un pédalier, ce nouvel instrument est dû au facteur d'orgues, à Saint-Didier (Vaucluse), Pascal Quoirin. C'est l'un des instruments les plus importants de la région, il permet l'interprétation de tout le répertoire classique européen de la Renaissance à Mendelssohn mais aussi une partie du répertoire symphonique de la seconde moitié du XIXe siècle. Il a été inauguré le 28 septembre 2008 par Olivier Latry, titulaire du grand orgue de Notre-Dame de Paris depuis 1985 où il succéda à Pierre Cochereau. L'orgue a été béni, le même jour, par l'évêque d'Arras, Mgr Jean-Paul Jaeger.
Deux jeunes titulaires furent nommés sur concours, Ghislain Leroy et Matthieu Magnuzewski.
L’acoustique de l'église est exceptionnelle. Grâce à la voûte en bois, construite selon la technique de la quille de bateau à l'envers, l'équilibre sonore est parfait entre la persistance du son et la clarté de sa transmission.

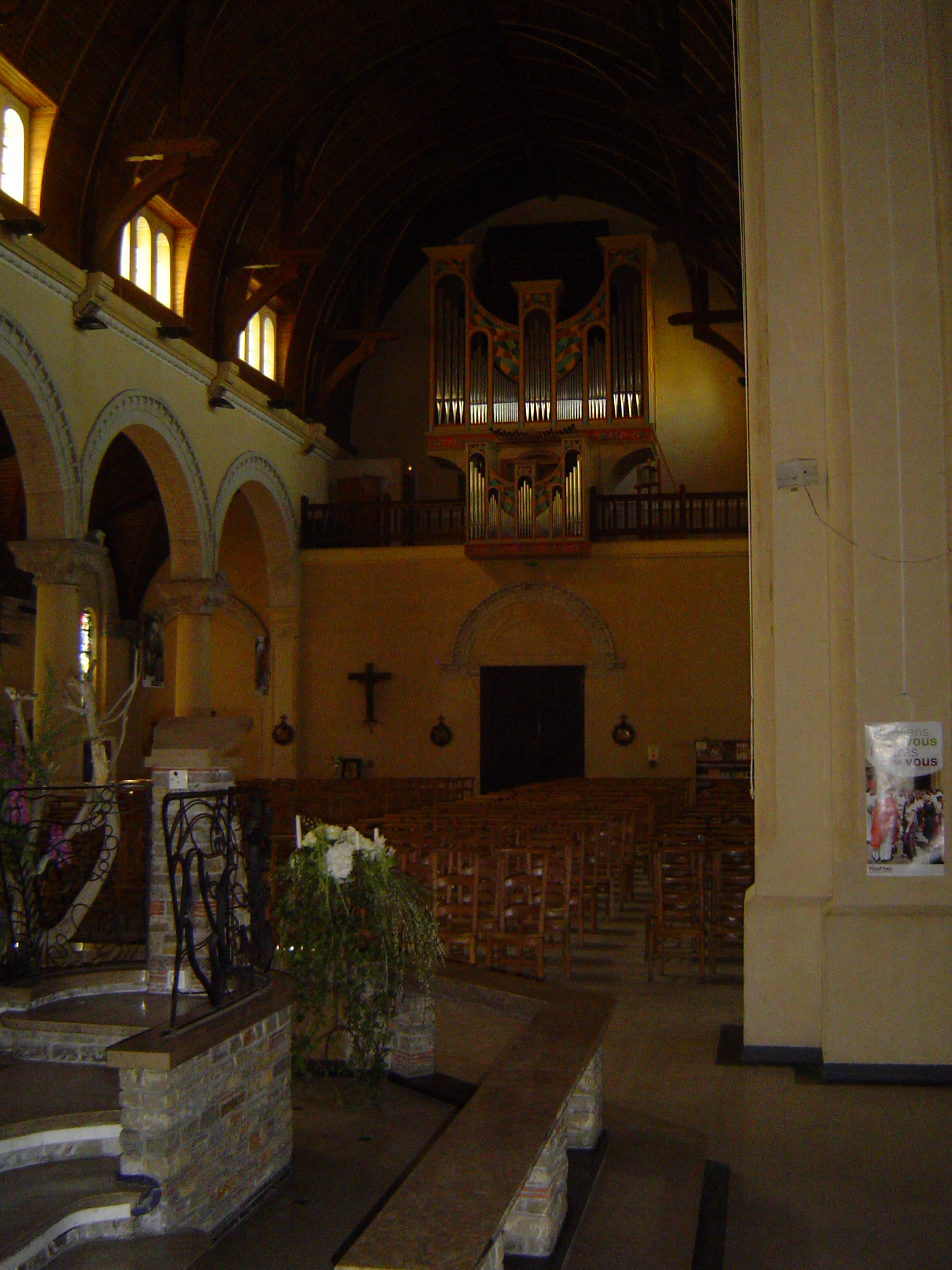
Le nouvel orgue au-dessus du porche.
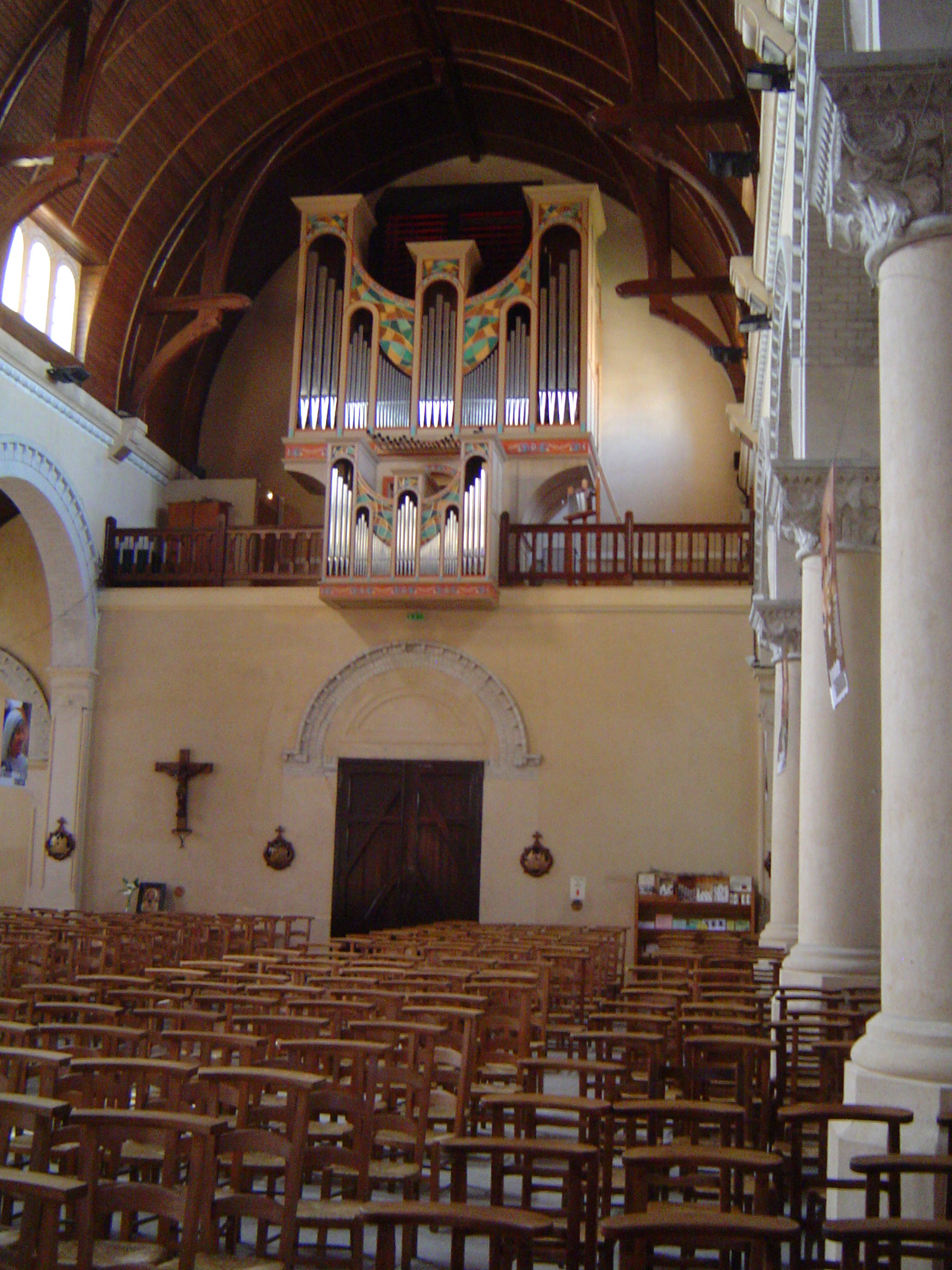
La tribune d'orgue.

#### Vitraux
Les vitraux de l'église racontent dans le chœur les étapes importantes de la vie de Jésus, et dans la nef et les transepts la vie de Jeanne d'Arc.

##### Vitraux du chœur
À l'exception du vitrail central, les vitraux du chœur sont l’œuvre de madame Bony, maître-verrier. Ils retracent les étapes importantes de la vie de Jésus à travers les mystères du Rosaire. Le vitrail central a été réalisé en 1957, il est l’œuvre de monsieur et madame Six, maîtres-verriers lillois.

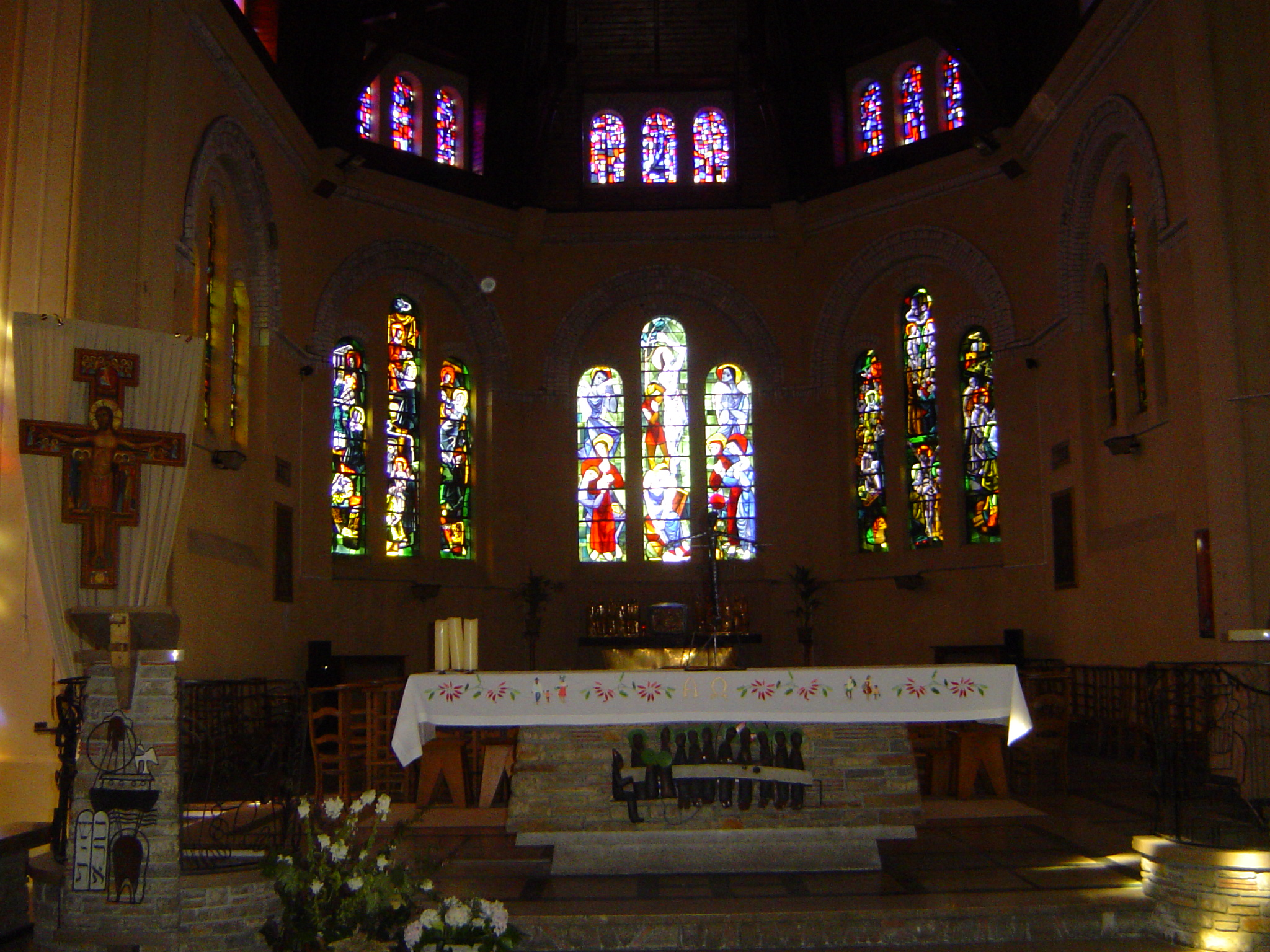
Vue générale sur les cinq vitraux du chœur.
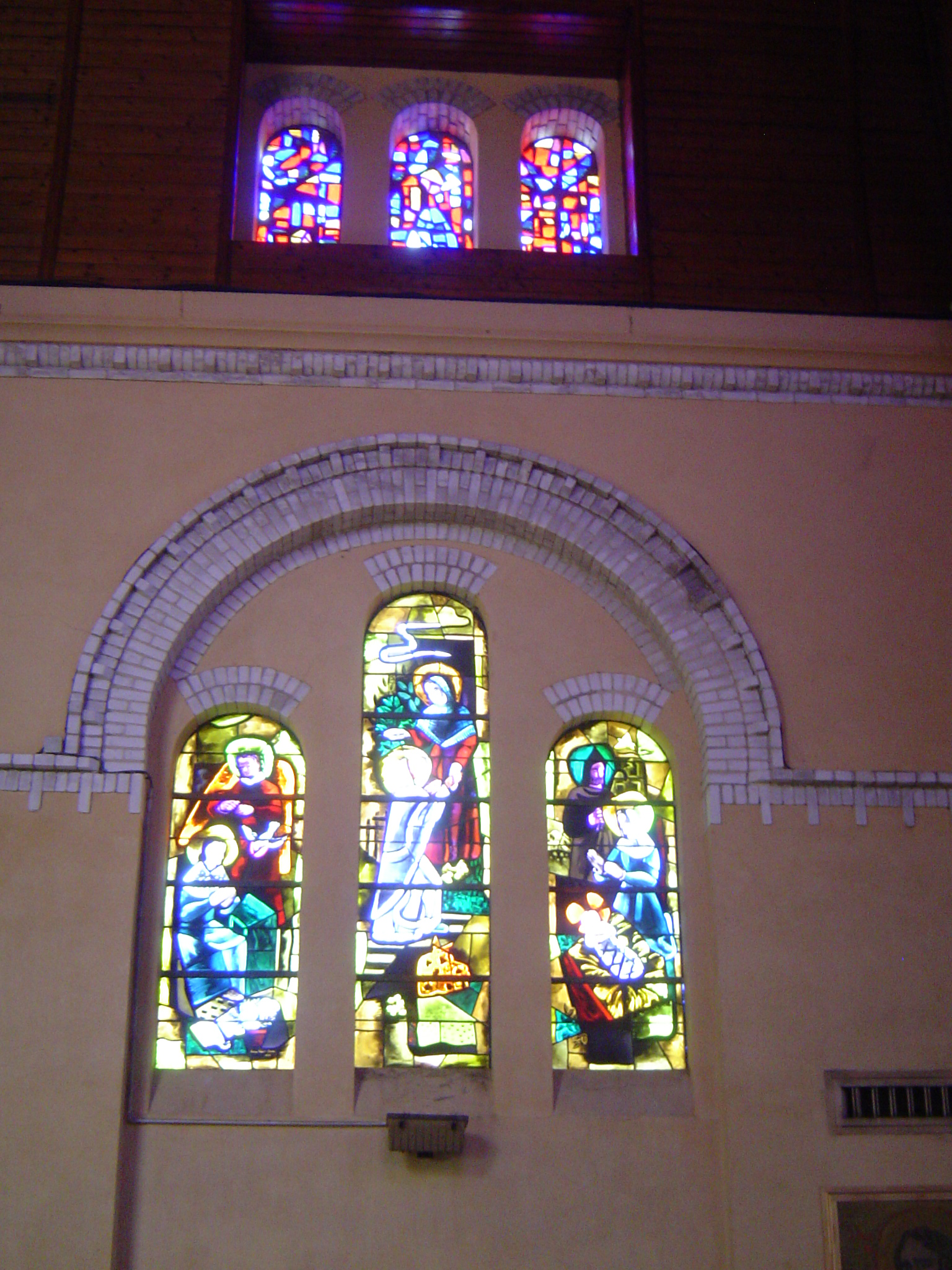
De la gauche vers la droite (1/5).
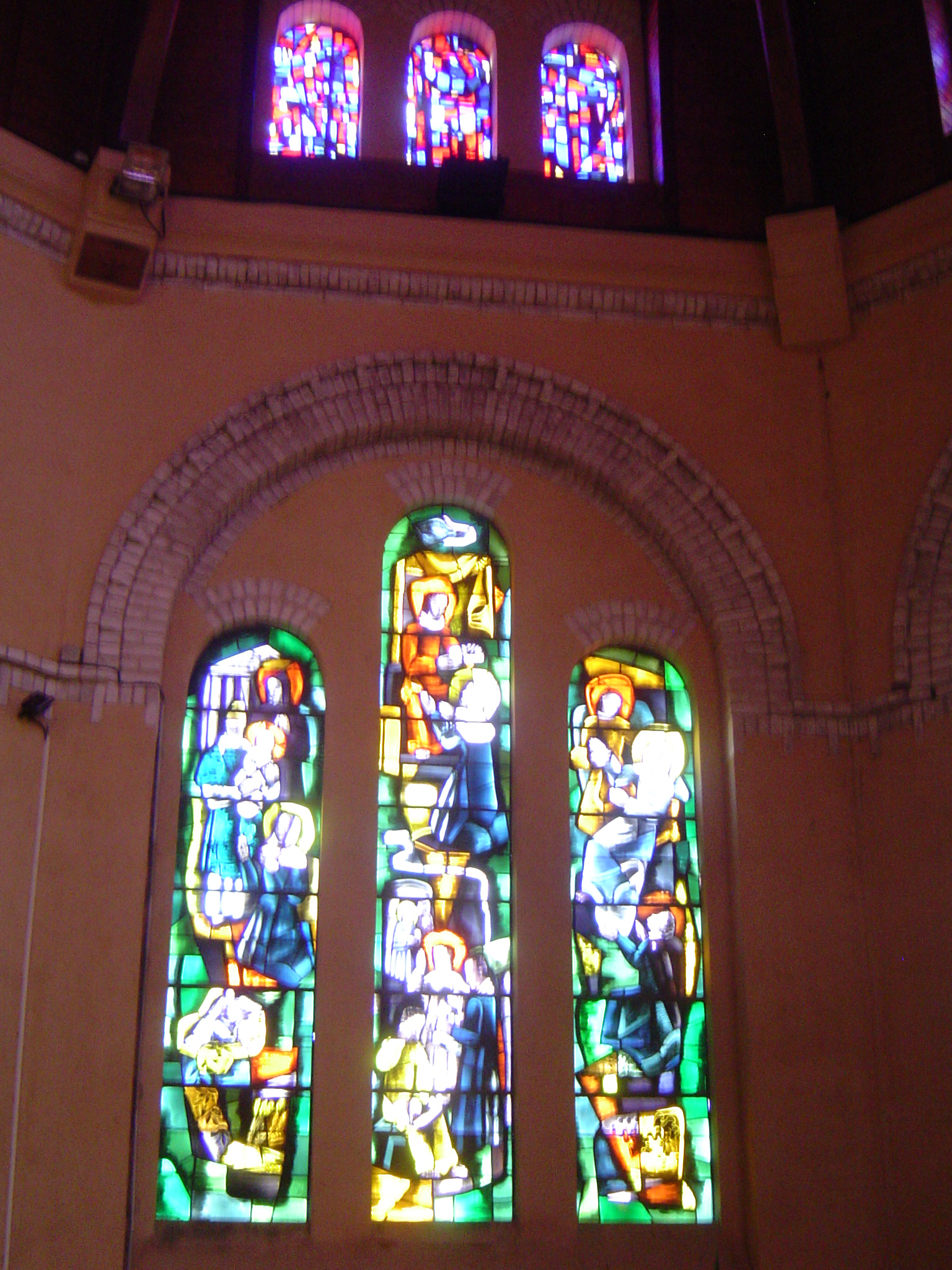
De la gauche vers la droite (2/5).
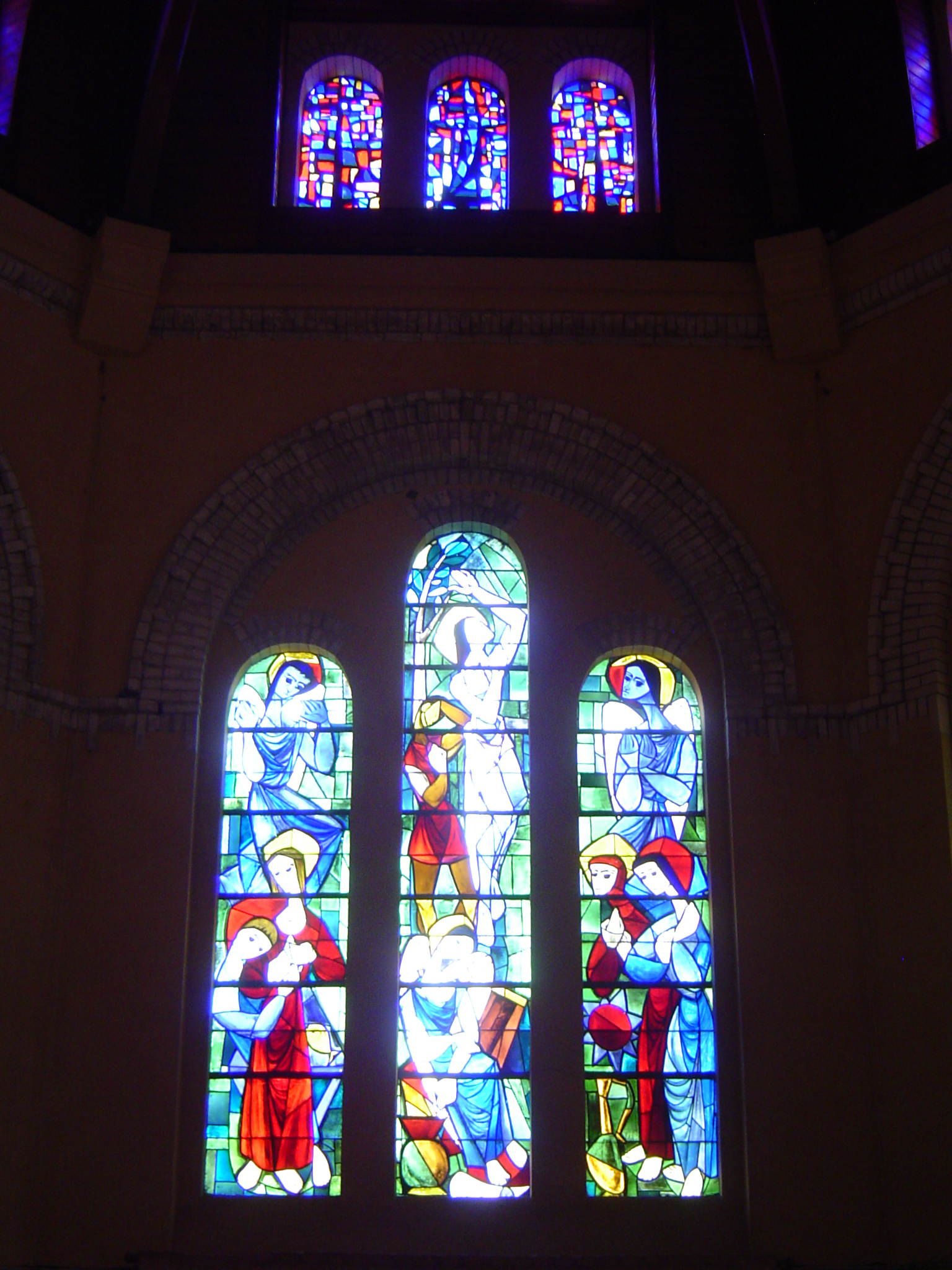
De la gauche vers la droite (3/5).
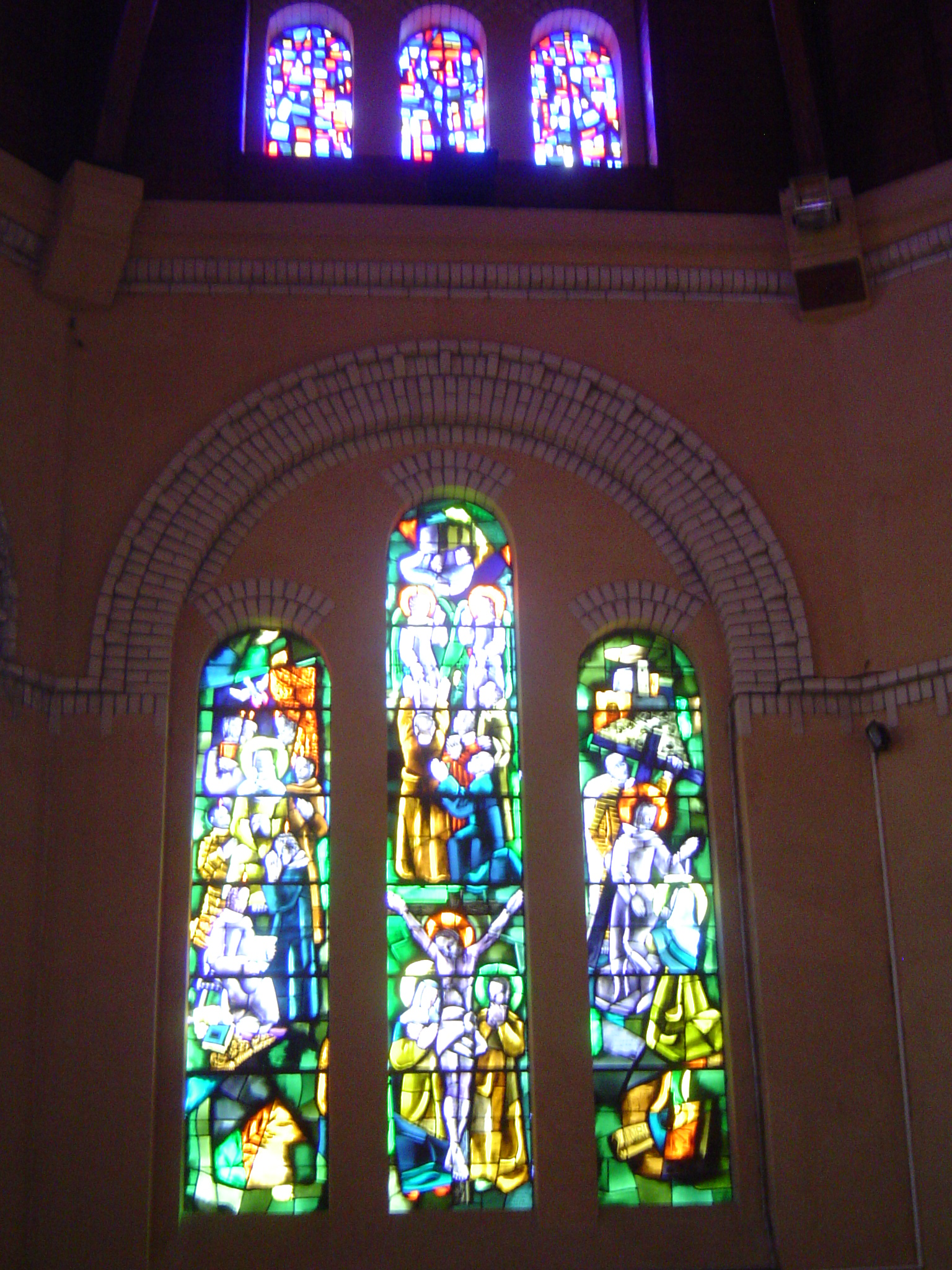
De la gauche vers la droite (4/5).
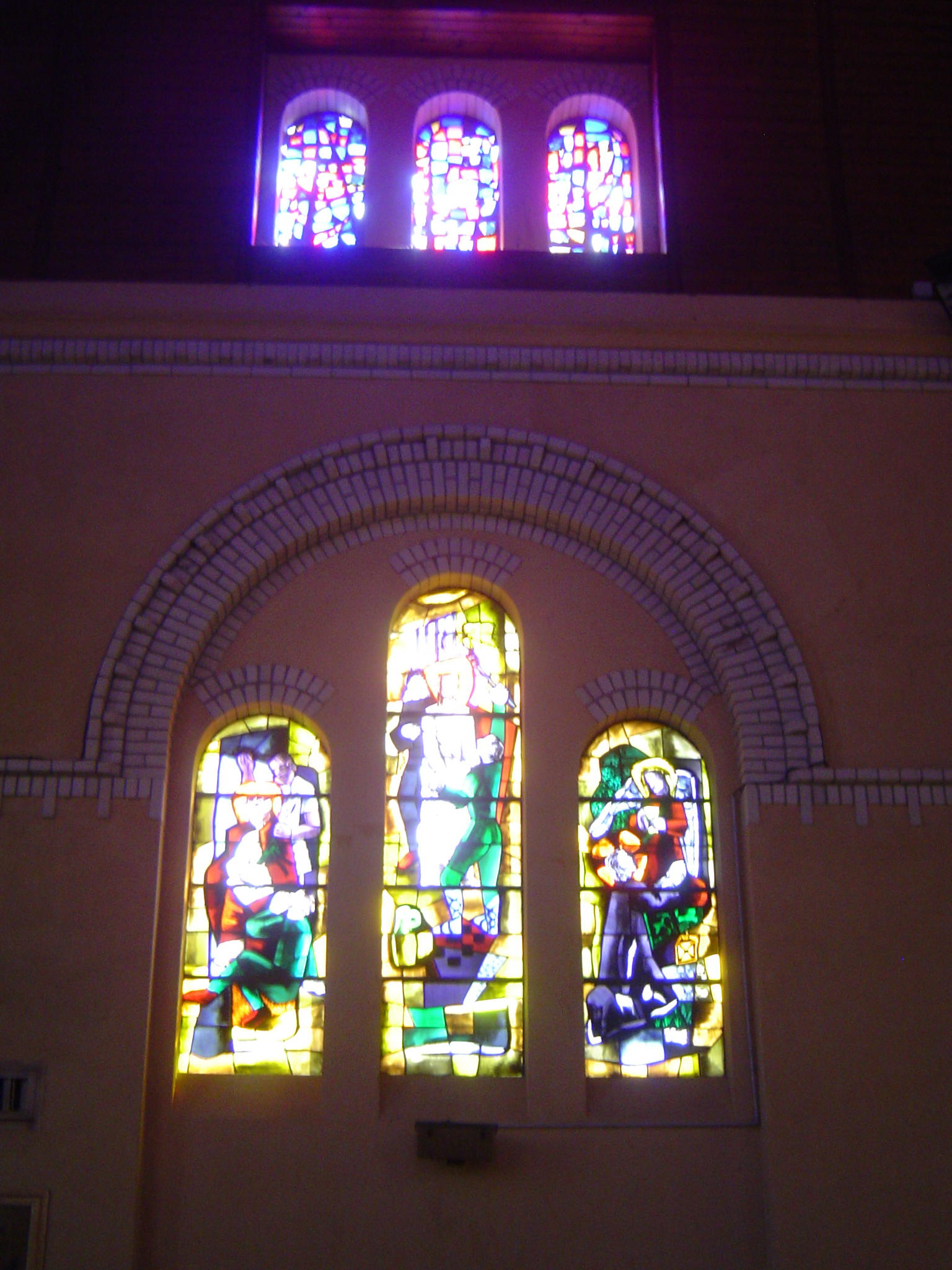
De la gauche vers la droite (5/5).

##### Vitraux du côté gauche
Les vitraux du côté gauche de la nef et du transept gauche sont l’œuvre du maître-verrier parisien Jacques Le Chevallier. Ils racontent la première partie de la vie de Jeanne d'Arc, en commençant par l'entrée de l'église.

Vitraux du côté gauche (1/6).
Vitraux du côté gauche (2/6).
Vitraux du côté gauche (3/6).
Vitraux du côté gauche (4/6).
Vitraux du côté gauche (5/6).
Vitraux du côté gauche (6/6).

###### Baptême et enfance de Jeanne d’Arc
Jeanne est vêtue de l’aube, tenue liturgique commune à l’assemblée du peuple chrétien. Elle serait née le 6 janvier 1412 dans une famille aisée paysanne à Domrémy (Vosges). Ses parents, Jacques et Isabelle d’Arc étaient de fidèles catholiques. Elle est sans doute baptisée par maître Jean Minet en l’église Saint-Rémy de Domrémy. Son enfance est empreinte d’une éducation très pieuse mais elle n’apprend ni à lire, ni à écrire.

###### Apparition à Jeanne de saint Michel, sainte Marguerite et sainte Catherine
Très pieuse, imbue de cette dévotion simple et mystique, Jeanne croit depuis son enfance être en rapport avec le ciel qui lui parle par la voix de sainte Marguerite et de sainte Catherine. Mais la voix la plus forte est celle de saint Michel, le saint guerrier qui lui apparaît en chevalier. Jeanne entend également la voix du peuple qui déplore l’état du royaume. Les voix se font plus pressantes et l’exhortent à aller délivrer le royaume et à rétablir la situation du jeune roi Charles VII toujours appelé dauphin puisqu’il n’est pas sacré.

###### Rencontre de Jeanne et de Robert de Baudricourt
Après avoir longtemps hésité devant la difficulté de l’entreprise et l’opposition de son père, Jeanne finit par se rendre à Vaucouleurs. Elle cherche par tous les moyens de rencontrer Robert de Baudricourt, comte de Vaucouleurs resté fidèle au roi Charles VII. Elle essuie plusieurs échecs avant de convaincre le comte qui la considère comme une jeune fille illuminée, gagnée par la mystique nationale. Mais son obstination, son courage, lui font bientôt accumuler les victoires. Ainsi, elle obtient de Robert de Baudricourt une lettre d’introduction auprès du roi Charles VII qui réside alors à Chinon. Elle reçoit également une épée, un habit d’homme, un chevalet une escorte de six hommes.

###### Rencontre de Charles VII avec Jeanne
Dès son arrivée à Chinon le 13 février 1429, elle réussit à rencontrer Charles VII et le persuade qu’il est le roi « légitime ». Charles hésite, craignant d’avoir affaire à une jeune sorcière. Elle est alors envoyée à Poitiers où elle est examinée par des théologiens, évêques et secrétaires d’état. Au terme de cette enquête, le roi consent à lui donner le commandement d’une armée de secours pour dresser le siège devant Orléans.

###### Arrivée de Jeanne à Orléans
Sur ce vitrail richement coloré, Jeanne est accoutrée de noble façon. Elle porte une armure faite d’or et le fanion à fleur de lys, symbole du pouvoir royal. C’est sous une pluie battante qu’elle franchit la porte de Boulogne à Orléans. Dès lors, les positions respectives des forces françaises et anglaises sont renversées. Les Français reprennent courage. Le 8 mai 1429, les Anglais lèvent le siège. Orléans st délivrée. Jeanne achève ensuite de libérer la vallée de la Loire. Cette jeune fille sans instruction s’est imposée à ses hommes comme chef de guerre.

###### Couronnement de Charles VII (dans le transept)
Le 18 juin 1429, Jeanne et ses troupes défont une armée anglaise de renfort à Patay (Loiret). Jeanne se propose d’emmener Charles VII à Reims pour le faire sacrer roi selon la tradition de la monarchie française. Le 17 juillet 1429, Charles VII devient roi de France, tandis que son rival, Henri VI d'Angleterre n’est pas consacré. Charles VII est agenouillé sur un tapis de satin vert, il est vêtu d’un manteau de velours bleu, semé de lys d’or et doublé d’hermine. À son côté, Jeanne porte son étendard, elle est vêtue d’une armure, d’un noble habit de drap d’or et de soie.

##### Vitraux du côté droit
Les vitraux du côté droit de la nef et du transept droit sont l’œuvre du maître-verrier Max Ingrand et évoquent la disgrâce puis la mort de Jeanne.

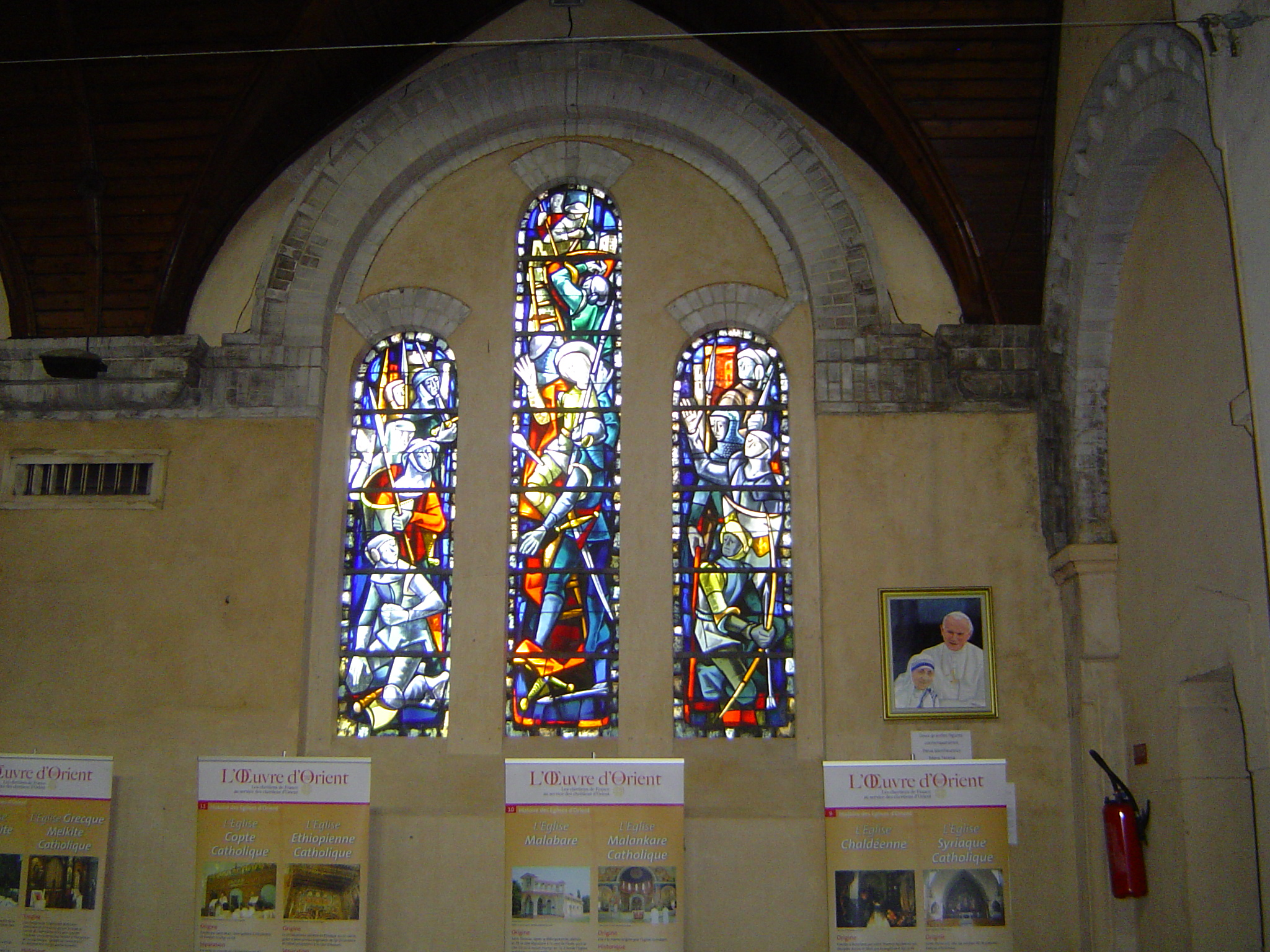
Vitraux du côté droit (1/5).
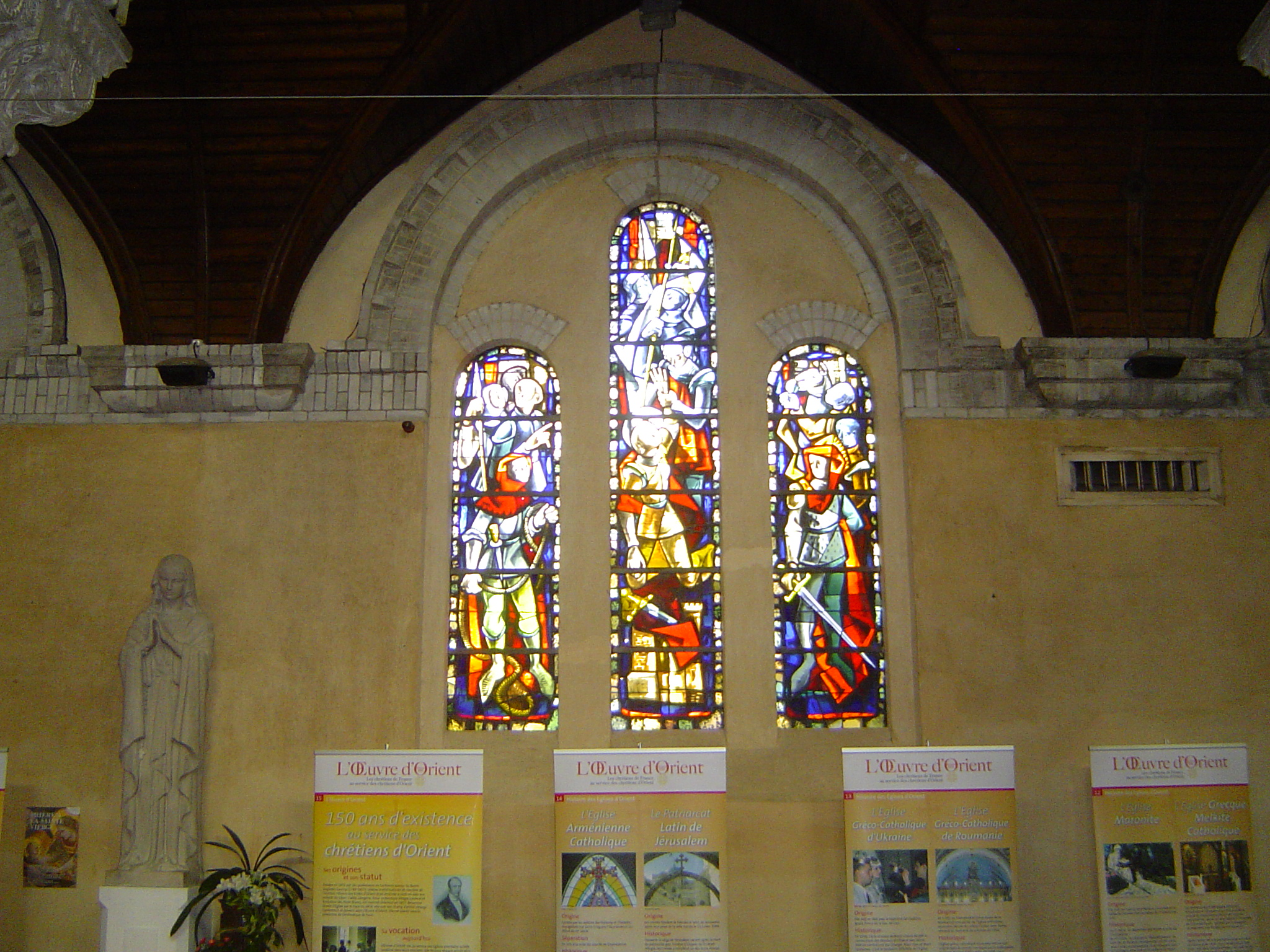
Vitraux du côté droit (2/5).
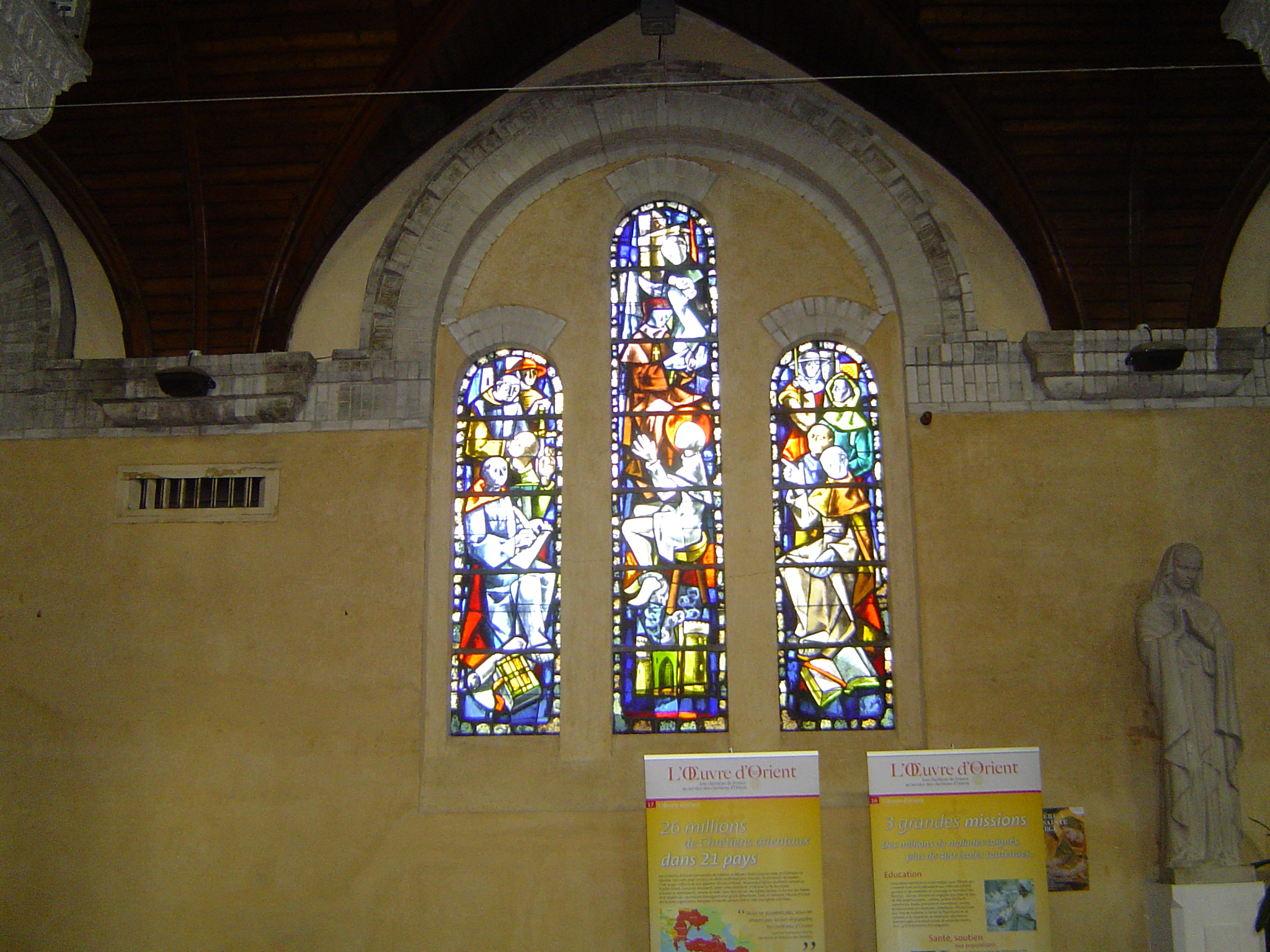
Vitraux du côté droit (3/5).
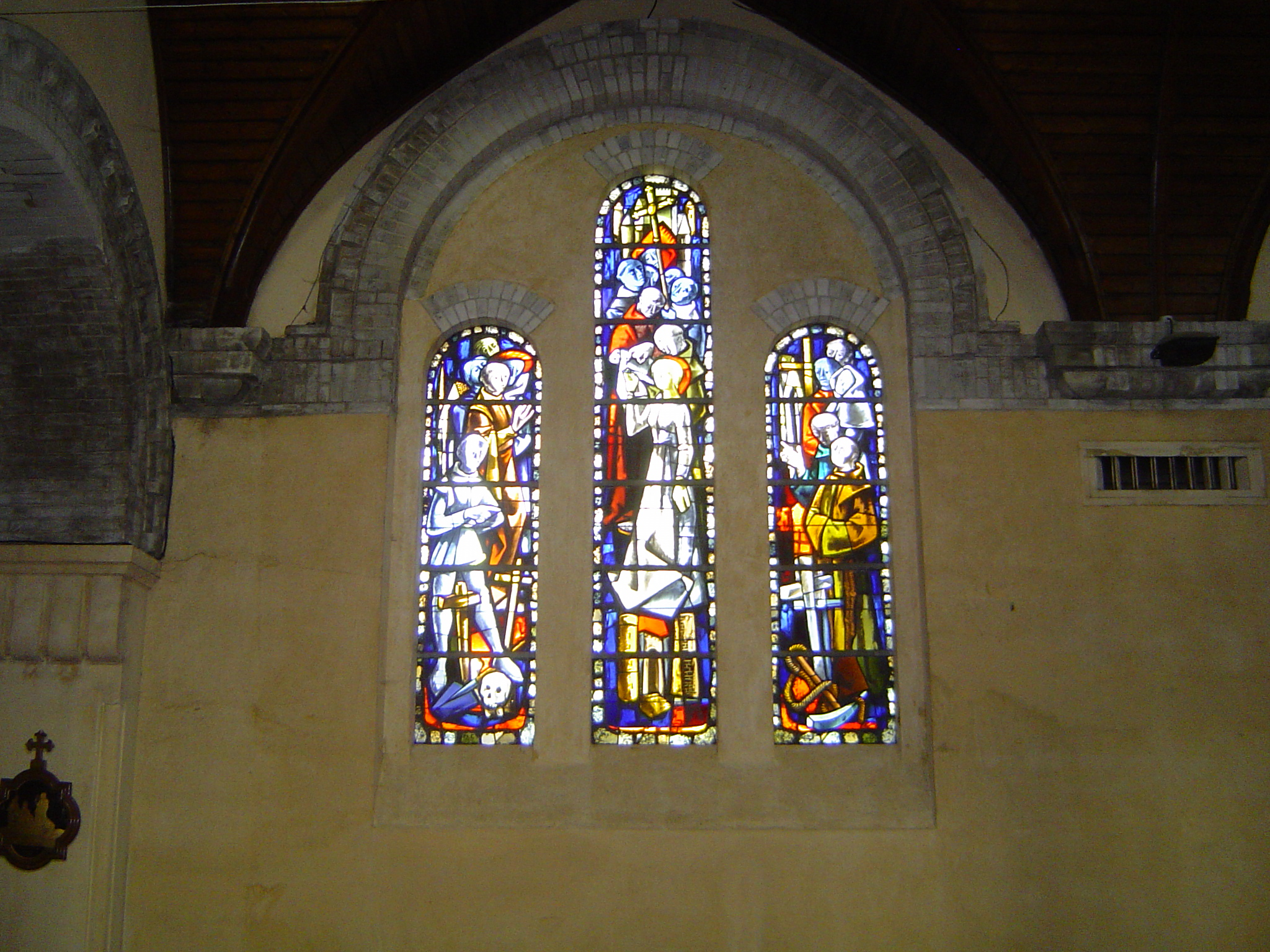
Vitraux du côté droit (4/5).
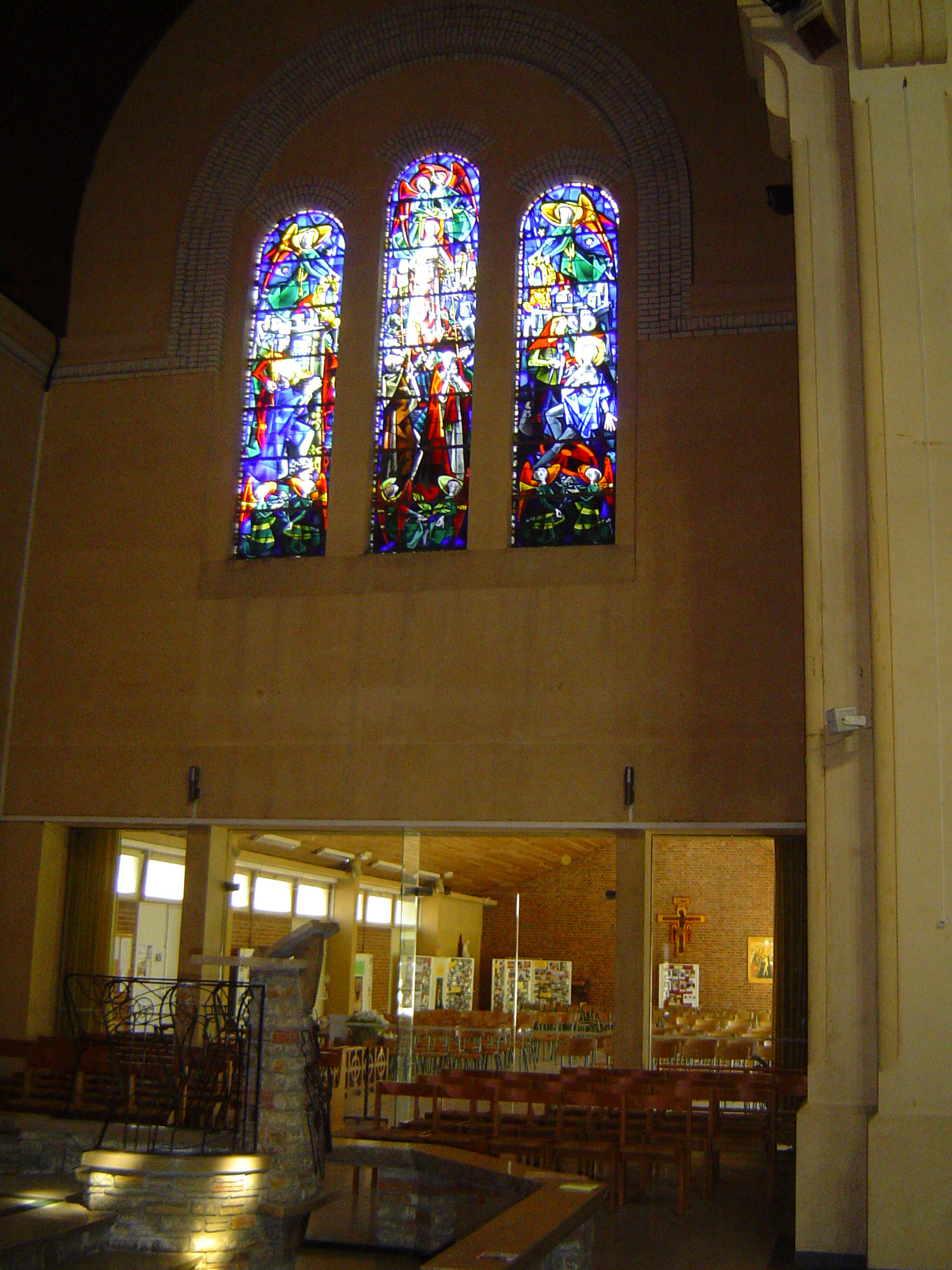
Vitraux du côté droit (5/5).

###### Devant Paris, le 8 septembre 1429 – Jeanne est blessée par une flèche
Tandis que les villes de Laon, Soissons, Compiègne se rendent l’une après l’autre à Charles VII, Jeanne échoue devant Paris. C’est au cours d’une de ces offensives qu’elle a la jambe transpercée par un trait d’arbalète et que son porte étendard est tué devant la porte Saint-Honoré à Paris. Ses soldats veulent abandonner mais animée d’un courage hors du commun, elle les somme de poursuivre la charge. Elle combat jusqu’au soir, la flèche dans la cuisse.

###### Échec et trahison
Après avoir échoué devant Paris, le roi Charles VII démobilise l’armée. De son côté, Jeanne continue à guerroyer avec une petite troupe, d’abord en Nivernais puis dans l’Oise. À Compiègne, elle est assiégée, et au cours d’une sortie, le 23 avril 1430, elle est faite prisonnière par Jean de Luxembourg, au service du duc de Bourgogne. Celui-ci la livre aux Anglais moyennant une rançon de dix mille écus d’or.

###### Procès de Jeanne
Les Anglais transfèrent Jeanne à Rouen, où elle sera jugée par un tribunal ecclésiastique présidé par l’évêque de Beauvais, Pierre Cauchon, ami des Anglais. Les griefs retenus sont l’hérésie et la sorcellerie, car elle prétend entendre des voix. Son procès dure cinq mois durant lesquels elle entend quotidiennement ces voix.

###### Jeanne est conduite au cimetière de Saint Ouen à Rouen pour se soumettre à l’Eglise
En ce jeudi 24 mai 1431, une angoissante mise en scène est organisée en vue d’impressionner Jeanne. Un échafaudage et des tribunes sont dressés. La prisonnière y est conduite, elle est menacée du feu si elle n’abjure pas devant le public qui assiste à la scène. En un moment de défaillance, Jeanne accepte d’abjurer puis rapidement, elle se rétracte. Dès lors, grâce à une intelligence, une foi, une force d’âme dont les actes du procès portent le témoignage, elle ne cesse plus d’affirmer sa fidélité à ce qu’elle considère comme un dessein divin.

###### Jeanne au bûcher (dans le transept)
Jugée comme relapse, c’est-à-dire retombée dans l’hérésie, Jeanne est condamnée au bûcher. Elle est  brûlée vive le 30 mai 1431. Dans le brasier, elle crie six fois « Jésus », de nombreux assistants pleurent de pitié. Ses cendres sont ensuite jetées dans la Seine.

### Annexe
La fresque représentant la création du monde, sur le mur entre le transept droit et l'annexe, a été réalisée par monsieur et madame Delaittre-Fribourg de Saint-Valery-sur-Somme. La statue de la vierge, commandée en 1958 pour le centenaire des apparitions de Lourdes, est l’œuvre de Madeleine Weerts, sculptrice de Mons-en-Barœul.

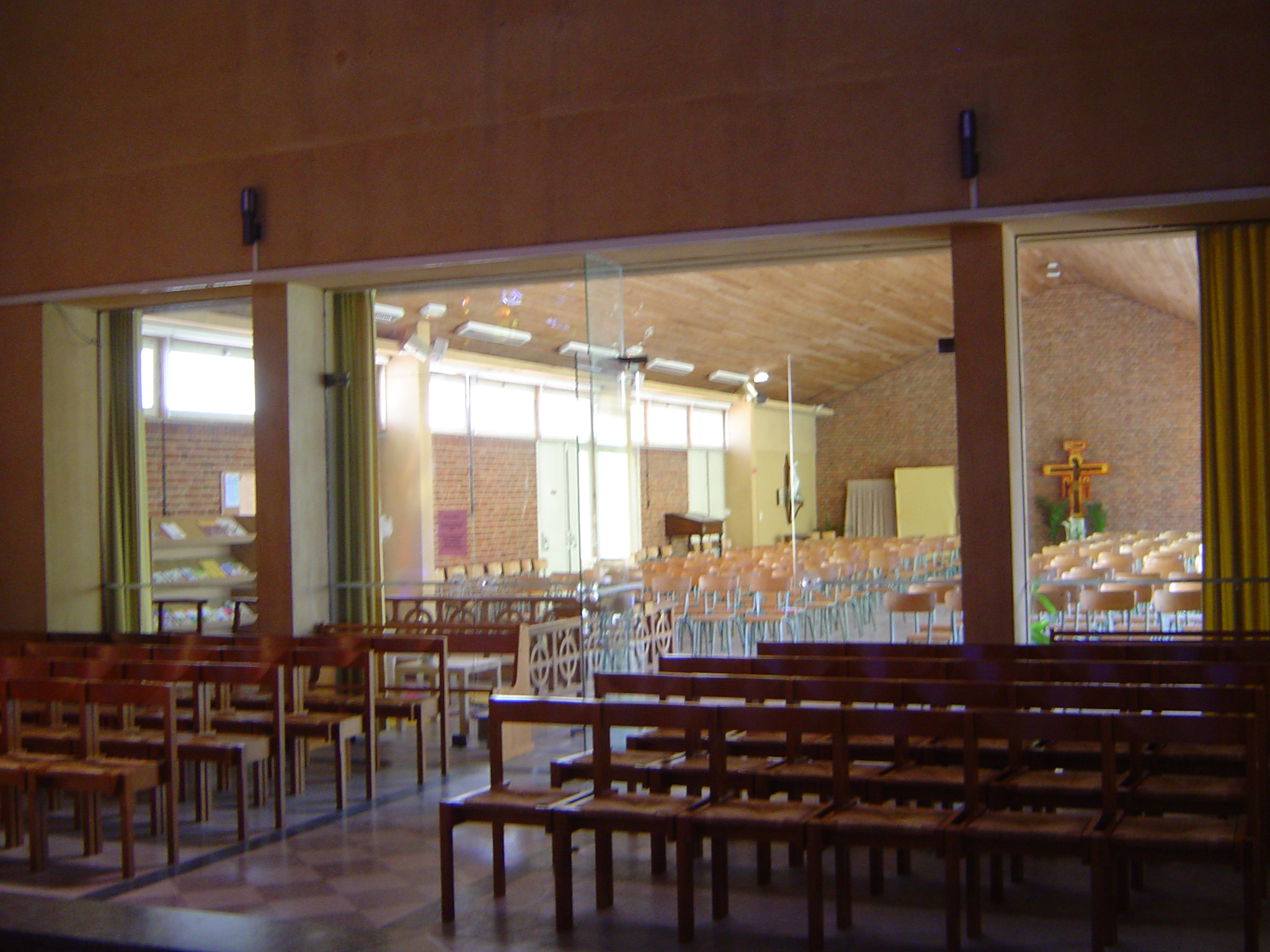
Entrée de l'annexe.
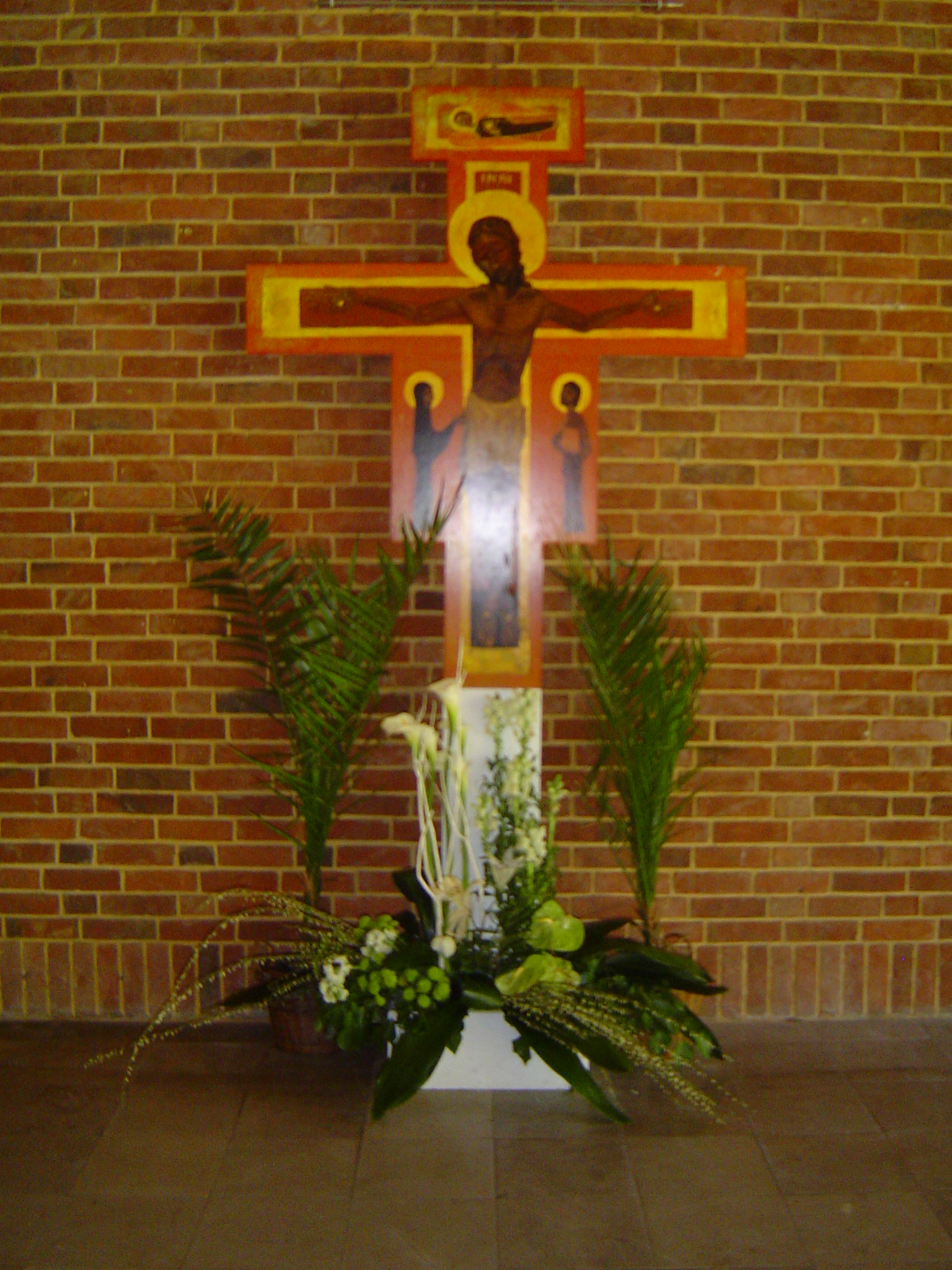
La grande icône.
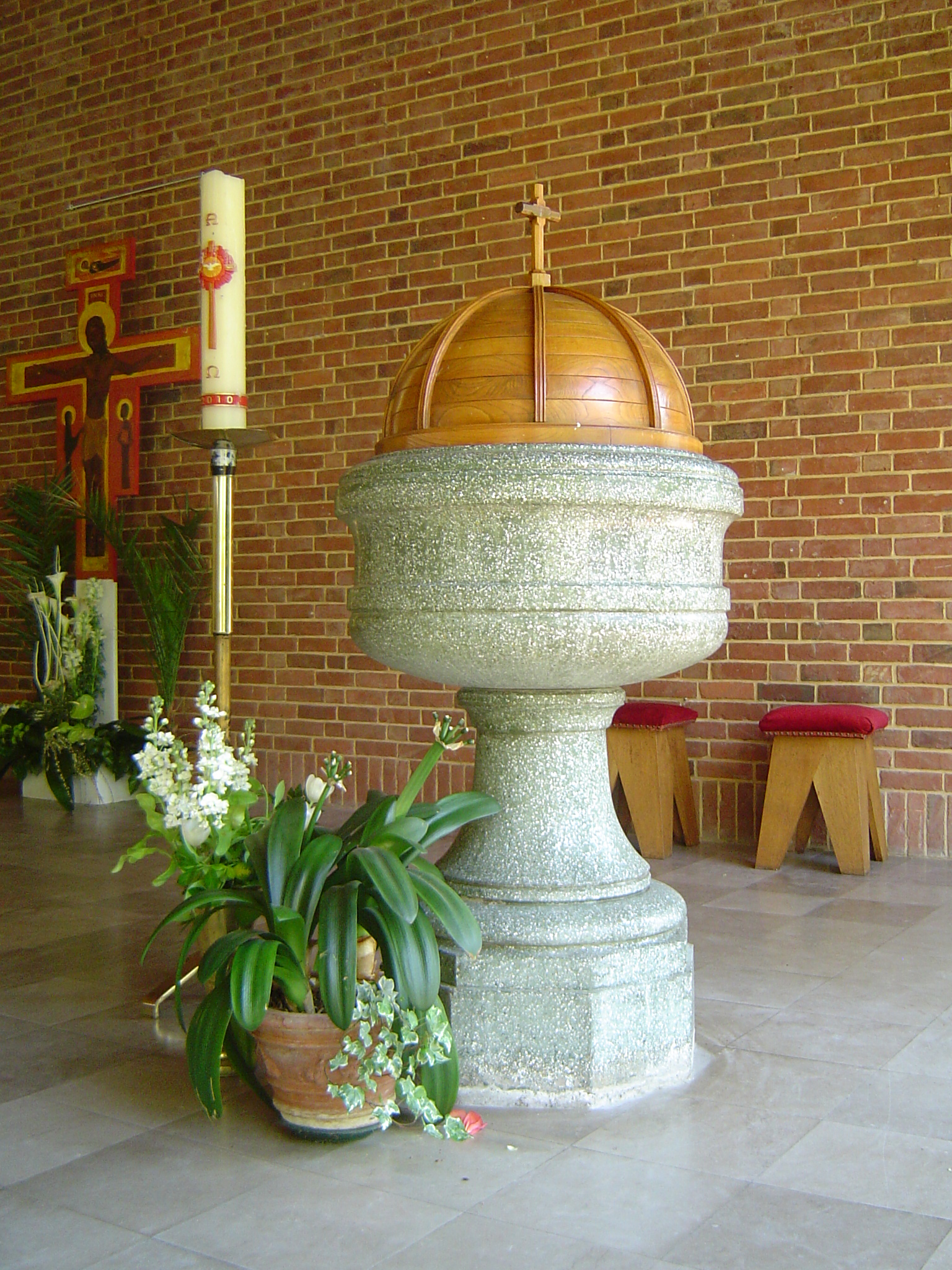
Les fonts baptismaux.
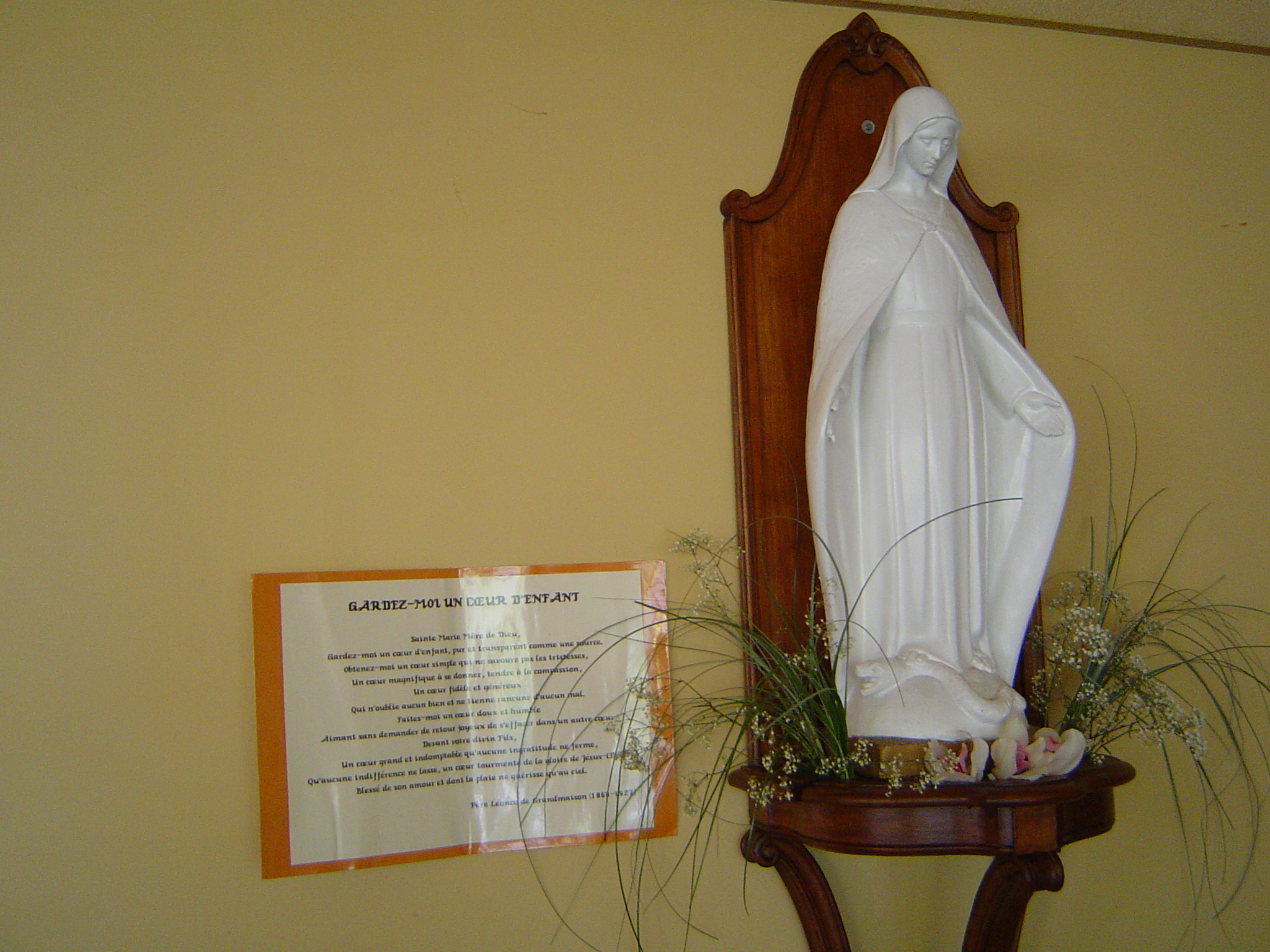
Statue de la Vierge.

## Lieu de culte

### Dédicace
Le vocable de Jeanne d'Arc avait été proposé par de généreuses dames anglaises qui voulaient exprimer les regrets des catholiques anglais d'avoir brûlé Jeanne d'Arc. Il convient de noter que cette église fut la première église de France consacrée à Jeanne d'Arc, cette dernière n'ayant été canonisée que le 16 mai 1920 par le pape Benoît XV, elle peut désormais s'appeler église Sainte-Jeanne-d'Arc, avant cette date, elle porte le nom d'église Jeanne-d'Arc.

### Évolution de l'organisation en paroisses
Succédant en 1912 à la chapelle Saint-André de Paris-Plage qui fut le lieu de culte de la paroisse à partir de 1888, l'église Sainte-Jeanne-d'Arc est le lieu de culte de la paroisse du Touquet-Paris-Plage qui a eu plusieurs noms.
La réorganisation des paroisses au sein du secteur « Autour du pont » en 1997 a amené la création de quatre ensemble paroissiaux : la paroisse Saint-Pierre-Saint-Paul (Stella, Trépied, Cucq, Merlimont-Ville et Merlimont-Plage), la paroisse Notre-Dame de Foy (Étaples : église Saint-Michel et église du Sacré-Cœur, Dannes, Camiers, Sainte-Cécile-Plage), la paroisse Saint-Martin (Frencq, Lefaux, Longvillers, Maresville et Tubersent), la paroisse Notre-Dame de Pentecôte dont le lieu de culte est l'église Sainte-Jeanne-d'Arc au Touquet,.
En 2002, la restructuration des provinces ecclésiastiques de l'Église de France amène une nouvelle organisation des paroisses après l'extension du secteur « Autour du pont » à quatre communes supplémentaires. Le nombre de paroisses reste toutefois constant, à la suite d'un regroupement : la paroisse « Notre-Dame de Pentecôte et Saint-Pierre-Saint-Paul » regroupe les deux paroisses précédentes de mêmes noms, les paroisses Notre-Dame de Foy et Saint-Martin sont inchangées et la paroisse « Saint-Martin de la baie d'Authie » couvre les communes de Berck, Groffliers, Rang-du-Fliers et Verton.
En 2006, un nouveau regroupement définit trois paroisses au sein du doyenné des plages : la paroisse « Notre-Dame-de-Foy » née de la fusion avec la paroisse Saint-Martin, la paroisse « Notre-Dame de Pentecôte et Saint-Pierre-Saint-Paul » est rebaptisée « paroisse de la Sainte-Famille » et la paroisse « Saint-Martin de la baie d'Authie » est inchangée.
En 2010, le diocèse d'Arras est découpé en dix doyennés. Le doyenné de Berck-Montreuil est créé et regroupe 72 lieux de culte répartis sur 68 communes au sein de sept paroisses : Saint Pierre du Val d'Authie, Saint Martin de la Baie d'Authie, Saint Josse en Montreuillois, Sainte Famille en Terre d'Opale, Saint Benoît Labre des Val de Course & Canche, Notre Dame de Foy, Notre Dame des Sources.
La paroisse Sainte Famille en Terre d'Opale comprend cinq clochers situés dans trois communes : l'église Sainte-Jeanne-d'Arc (Le Touquet-Paris-Plage), l'église Sainte-Thérèse-de-l'Enfant-Jésus de Stella-Plage et l'église Notre-Dame-du-Réconfort (Cucq), l'église Saint-Nicolas et l'église Notre-Dame-des-Anges (Merlimont).

### Liste des curés
Onze curés se sont succédé à la paroisse du Touquet :
- Pierre Déplanque du 8 juillet 1888 au 2 septembre 1899[19] ;
- Eugène Guérin du 3 septembre 1899 à juillet 1903[g 1] ;
- Gustave Deligny du 3 juillet 1903 au 10 juin 1947[20] ;
- Jean Tréfelle du 8 juillet 1947 au 1er septembre 1955[20] ;
- Gustave Mortreux du 15 septembre 1955 au 30 juin 1976[20] ;
- Jacques Noyer du 1er juillet 1976 au 10 décembre 1987 ;
- Pierre Noël Debret du 11 décembre 1987 au 7 décembre 1994 ;
- Claude Westerlynck du 8 décembre 1994[14] au 31 août 2001 ;
- Gérard Leprêtre du 1er septembre 2001 au 31 août 2010 ;
- Guy Pillain du 1er septembre 2010 au 31 août 2019 ;
- Luc Dubrulle[b],[c] depuis le 1er septembre 2019[23].

### Messe télévisée
Dans le cadre de l'émission religieuse française le Jour du Seigneur, la messe télévisée a été célébrée le dimanche 5 juillet 1998.

## Pour approfondir